# Pietro Nenni
(Pietro Nenni)
Pietro Nenni (Faenza, 9 febbraio 1891 – Roma, 1º gennaio 1980) è stato un politico e giornalista italiano, leader storico del Partito Socialista Italiano.

## Biografia

### Infanzia e famiglia
Nacque il 9 febbraio 1891 a Faenza, in provincia di Ravenna, da una modesta famiglia: i genitori Giuseppe (1869-1896) e Angela Castellani (1864-1946) erano mezzadri dei conti Ginnasi. Rimase orfano di padre a soli cinque anni e per interessamento della contessa Ginnasi (1859-1937), che voleva farlo diventare prete, la madre riuscì a farlo accogliere nell'orfanotrofio "Maschi Opera Pia Cattani", dove mostrò subito un temperamento ribelle: nel 1900, dopo il regicidio di Umberto I, scrisse nei corridoi del collegio "Viva Bresci".
Nel 1908 fu assunto come scrivano in una fabbrica faentina di ceramiche, ma pochi mesi dopo venne licenziato per aver partecipato a uno sciopero di agricoltori e, contemporaneamente, espulso dalla struttura dell'orfanotrofio dove ancora risiedeva.
Il 5 aprile sul Popolo di Faenza apparve il suo primo articolo. Successivamente collabora con il giornale Il Lamone. Nello stesso periodo si iscrisse al Partito Repubblicano Italiano, partecipò a numerose manifestazioni e fu incarcerato.
Nel 1909 promosse scioperi politici in Lunigiana fra i cavatori di marmo e divenne direttore del giornale locale Lo Svegliarino. Al seguito di Eugenio Chiesa, fu fra i promotori dello sciopero generale di protesta per la fucilazione in Spagna del rivoluzionario Francisco Ferrer Guardia. All'inizio del 1910 ebbe per pochi mesi un posto di lavoro al catasto di Santa Sofia ma fu licenziato "per cattiva condotta e per le idee politiche" e dopo l'estate si trasferì a Forlì perché nominato segretario della nuova cooperativa repubblicana dei braccianti. Diventò anche redattore del settimanale Il Pensiero Romagnolo.
L'8 marzo 1911 sposò Carmela Emiliani (1893-1966), detta Carmen, da cui avrà 4 figlie: Giuliana, Eva (1913-1995), Vittoria e Luciana (1921-2008).
Sempre nel 1911 Nenni fu nominato segretario della nuova Camera del Lavoro repubblicana di Forlì, nata dopo la frattura tra repubblicani e socialisti.

### L'opposizione alla guerra di Libia e l'incontro con Mussolini

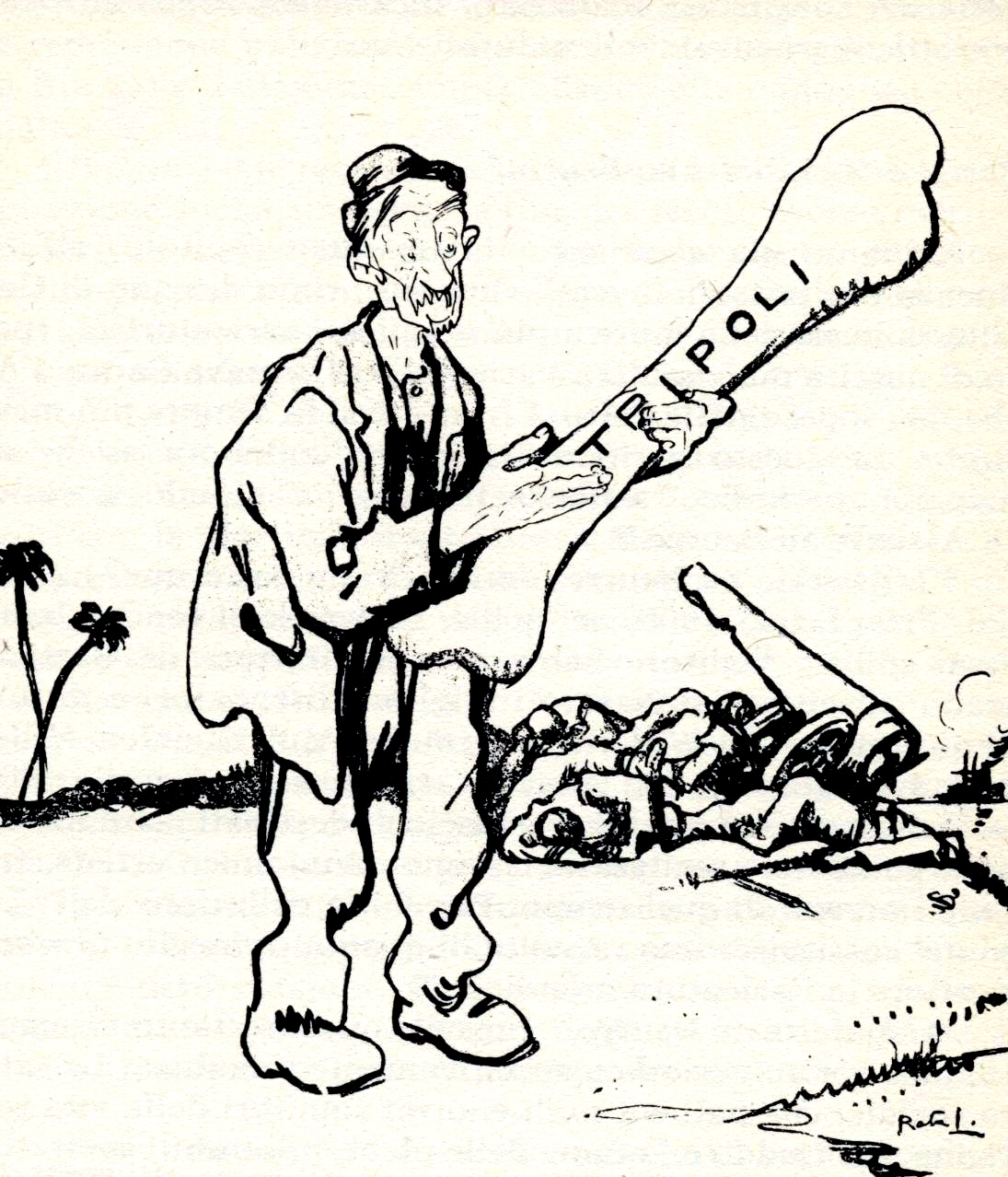
Gabriele Galantara, "Domani a conti fatti - Pantalone: Valeva proprio la pena?", vignetta per L'Asino contro la guerra di Libia, 1911

A Forlì Nenni conobbe Benito Mussolini, all'epoca segretario della Federazione socialista forlivese e direttore del suo periodico ufficiale L'idea socialista, settimanale di quattro pagine ribattezzato da Mussolini stesso Lotta di classe. All'inizio i due, pur essendo vicini di casa, furono avversari, in seguito divennero amici.
Nel settembre 1911, Giolitti annunciò la decisione del governo italiano di dichiarare guerra all'Impero ottomano e di occupare le regioni nordafricane della Tripolitania e della Cirenaica e le isole del Dodecaneso nel Mar Egeo.
L'opposizione più decisa venne dai sindacalisti rivoluzionari, dai giovani socialisti, in particolare Amadeo Bordiga, ma anche Benito Mussolini, e da una parte dei repubblicani, tra cui Nenni, che tentarono di bloccare la guerra con dimostrazioni e scioperi di massa. La Confederazione Generale del Lavoro proclamò uno sciopero generale di 24 ore per il giorno 27 settembre 1911, ma a causa delle divisioni interne al movimento rivoluzionario l'operazione ebbe successo solo a Forlì, che «per la convergenza di socialisti e repubblicani, fu la punta più avanzata della risposta popolare alla guerra di Libia».
Durante le manifestazioni a Forlì durate tre giorni, dal 25 al 27 settembre 1911, Nenni fu ferito da tre sciabolate; il 14 ottobre fu arrestato assieme ad un giovane ventenne, Aurelio Lolli, e a Mussolini e fu condannato a un anno e quindici giorni di carcere.
Lolli fu condannato a sei mesi, Mussolini a un anno e fu recluso nel carcere di Bologna, nella stessa cella di Nenni.. Questi in carcere terrà sulle ginocchia la piccola figlia di Mussolini, Edda, nata un anno prima, il 1º settembre 1910
. Con gli anni, quando Mussolini e Nenni continueranno a vedersi a Milano, la figlia Edda lo chiamerà "zio".
In appello a Bologna le pene dei tre attivisti furono ridotte: 7 mesi a Nenni, 5 mesi a Mussolini e 4 mesi e mezzo a Lolli

### Nenni nelle Marche: la "Settimana rossa"

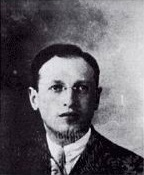
Pietro Nenni nel 1912

Nel periodo tra il 1912 e il 1915 Nenni si trovava nelle Marche, tra Pesaro, Jesi e Ancona, dove svolse l'attività di giornalista.

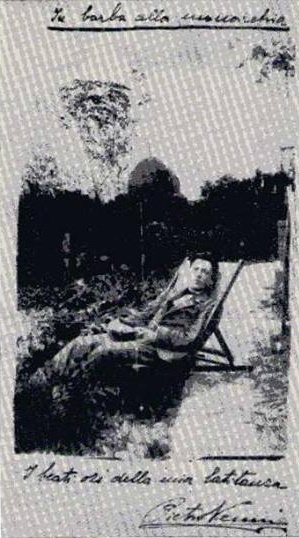
"I beati ozi della mia latitanza In barba alla monarchia" - Nenni latitante a Cingoli (MC), durante uno dei suoi innumerevoli processi nel 1914

Il 27 novembre 1913 fu nominato segretario della Consociazione Repubblicana delle Marche e nel dicembre direttore del Lucifero, giornale repubblicano di Ancona, città dove si trasferì con la famiglia e la madre.

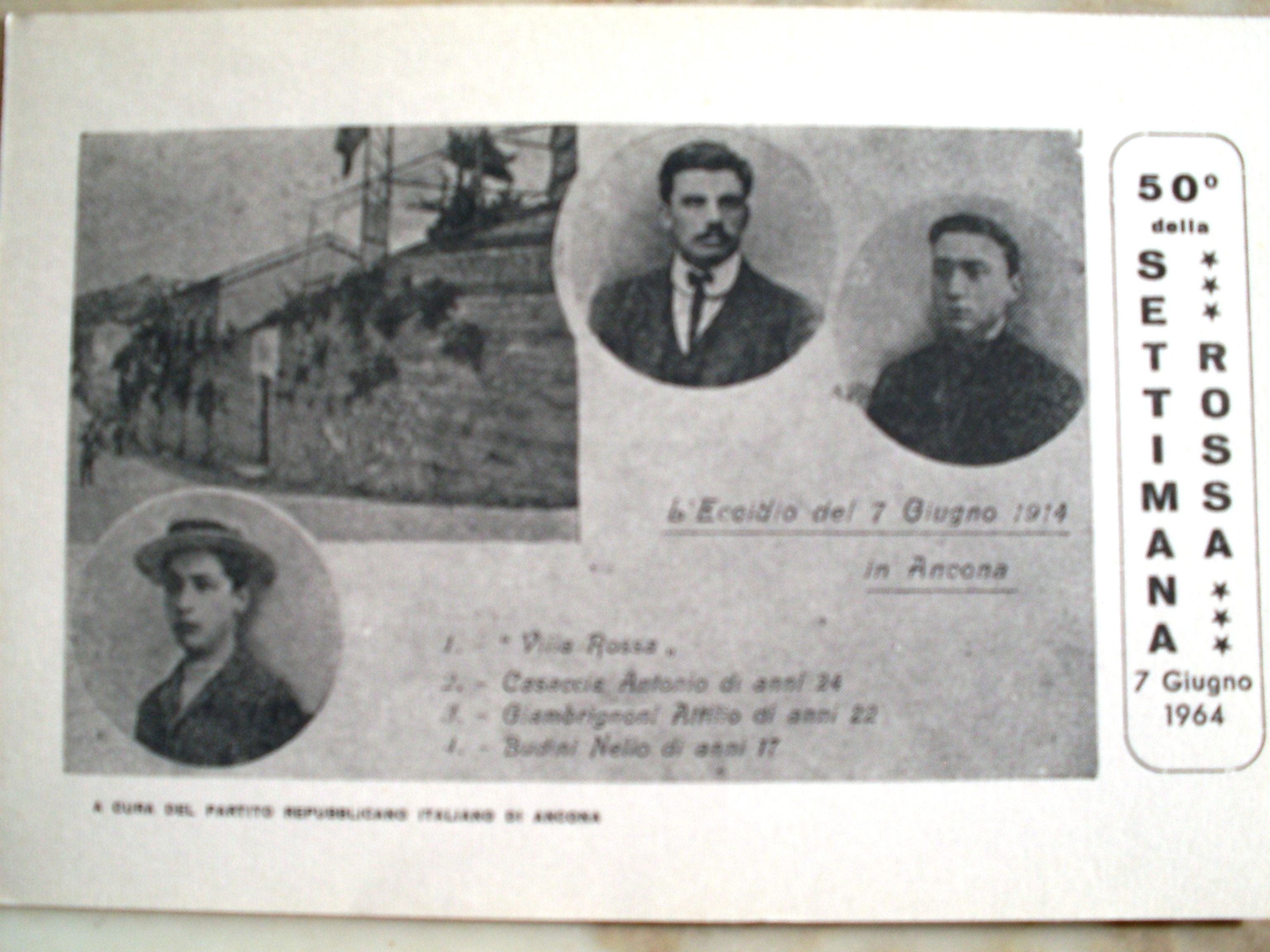
Cartolina commemorativa di Antonio Casaccia, Attilio C(G)iambrignoni e Nello Budini, i tre manifestanti rimasti uccisi ad Ancona il 7 giugno 1914, eccidio da cui prese origine la Settimana rossa

Domenica 7 giugno 1914, ad Ancona, al termine di un comizio antimilitarista tenutosi nella "Villa Rossa", sede del Partito Repubblicano, i carabinieri aprirono il fuoco sui partecipanti che uscivano dalla sala, uccidendo due militanti repubblicani e un anarchico. Ne seguì una settimana di scioperi e di agitazioni promosse a livello locale da Nenni insieme all'anarchico Errico Malatesta e a livello nazionale da Mussolini dalle pagine del quotidiano socialista Avanti!, che in alcune parti d'Italia assunse le caratteristiche di una vera e propria insurrezione popolare, la cosiddetta Settimana rossa.

Ancona - La Villa Rossa, sede nel 1914 del Partito Repubblicano

La quasi totalità degli storici afferma la presenza di Nenni al comizio del 7 giugno alla "Villa Rossa", anzi lo inserisce nel novero degli oratori.
Di diverso avviso è la ricostruzione del prof. Gilberto Piccinini, secondo il quale il 7 giugno Nenni si trovava a Jesi, dove pure erano previste iniziative di protesta antimilitarista.
La questione può dirsi risolta dalla lettura dell'interrogatorio reso da Nenni in data 26 giugno 1914 dopo il suo arresto, nel corso del quale egli ammise di essere stato presente al "comizio privato a Villa Rossa".
Nei giorni successivi Nenni, con Malatesta e il giovane avvocato repubblicano Oddo Marinelli, fu uno degli organizzatori delle manifestazioni e dello sciopero generale che si protrasse ad Ancona sino al sabato 13 giugno. Tuttavia, fu proprio Nenni, dopo aver compiuto un rocambolesco viaggio in automobile in Romagna e constatato l'esaurimento dell'insurrezione popolare, a presentare alla Camera del Lavoro di Ancona l’ordine del giorno per la cessazione dello sciopero.

Lo storico comunista Enzo Santarelli così ha giudicato il pragmatismo di Nenni al momento della cessazione dello sciopero ad Ancona: 

Mandato di cattura per Pietro Nenni del 23 giugno 1914

Nenni venne arrestato il 23 giugno, mentre Oddo Marinelli e Malatesta riuscirono ad espatriare, il primo in Svizzera, l'altro in Inghilterra, sfuggendo quindi all'arresto.
Nenni fu detenuto nel carcere anconitano di Santa Palazia. Il processo, spostato a L'Aquila per legitima suspicione, si aprì il 19 novembre; Nenni rivendicò davanti ai giudizi la nobiltà delle sue idee: «Io credetti con Giuseppe Mazzini che la vita è missione e che noi siamo qui a collaborare alla lotta dell’umanità verso una società di liberi e di uguali».
Verrà poi amnistiato assieme a tutti gli altri imputati a seguito del provvedimento di clemenza reale promulgato il 30 dicembre, in occasione della nascita della principessa Maria di Savoia.
Qualche tempo dopo, Nenni disse che a volere l'eccidio a tutti i costi era stata la polizia di Ancona, che lo aveva provocato e premeditato in combutta con le forze reazionarie.
Così egli commentò, a insurrezione finita, i fatti della Settimana Rossa:
(Pietro Nenni, Lo spettro del comunismo, 1914-1921, 1921)

### I rapporti di Nenni con la Massoneria
Allora direttore del giornale repubblicano Lucifero, Nenni fu tra i detrattori più severi della Massoneria, della quale denunciò la costante tendenza al compromesso con la monarchia e le sue istituzioni.

### Nenni per l'intervento dell'Italia nella Grande Guerra e il suo impegno come combattente
Poche settimane dopo, il 28 giugno 1914 a Sarajevo avvenne l'assassinio dell'arciduca Francesco Ferdinando d'Asburgo-Este, che causò il successivo 28 luglio la dichiarazione di guerra dell'Impero austro-ungarico al Regno di Serbia, con l'inizio della prima guerra mondiale.
In un primo tempo l'Italia rimase neutrale, ma vi furono subito numerosi intellettuali e uomini politici che si espressero per l'entrata in guerra a fianco di Francia, Regno Unito e Impero russo contro l'Impero austro-ungarico.
Nenni era per l'intervento contro l'Austria-Ungheria. La sua posizione maturò mentre era recluso nel carcere anconitano di Santa Palazia e fu espressa nell'articolo intitolato Vogliamo la guerra perché odiamo la guerra apparso sul Lucifero del 6 settembre 1914 grazie alla complicità di un secondino.
Dopo l'entrata in guerra dell'Italia (24 maggio 1915), il 27 maggio Nenni si arruolò volontario. Quando, per il suo rifiuto di prestare giuramento al Re, venne spedito in carcere, richiese l'intervento del ministro repubblicano Salvatore Barzilai per essere inviato al fronte. Venne ammesso al corso ufficiali e superò l'esame finale con un'ottima votazione, ma « [...] le informazioni sfavorevolissime intorno ai precedenti politici del sergente Pietro Nenni hanno vietato al Ministero di far luogo alla nomina ad Ufficiale».
Partì quindi per il fronte come soldato semplice, anche se poco tempo dopo venne promosso caporale.

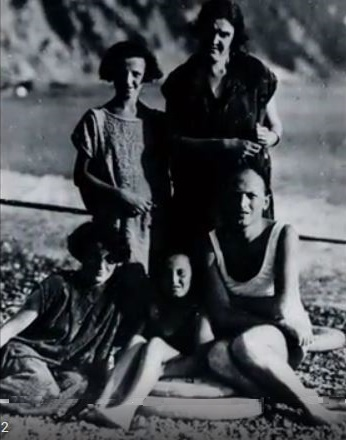
Pietro Nenni al mare a Santa Margherita Ligure con tre figlie e la moglie Carmen prima del 1921

Nel corso della terza offensiva delle truppe italiane sull'Isonzo, intenzionate a conquistare Gorizia, il 31 ottobre del 1915 nacque ad Ancona la terzogenita di Nenni, alla quale, per volere del padre impegnato al fronte, venne dato il nome augurale di Vittoria, e il secondo nome di Gorizia. Vittoria, dopo la fuga della famiglia Nenni in esilio a Parigi negli anni 1920, fu poi chiamata familiarmente "Vivà".
Sul finire dell'autunno 1916, dopo sedici mesi ininterrotti al fronte, Nenni, a seguito dello scoppio di un barile di polvere da sparo esploso vicino al suo osservatorio, venne ricoverato all'ospedale di Udine, dove fu curato per il forte trauma e poi inviato a casa in convalescenza.
Nel 1917, grazie all'incontro casuale, durante la convalescenza, con Giuseppe Pontremoli, come lui romagnolo e direttore del giornale Il Secolo, assunse la direzione di Giornale del Mattino di Bologna, trasferendosi con la famiglia nella città felsinea. Era la prima volta che Nenni si trovava a dirigere un quotidiano.
Dopo la battaglia di Caporetto del 24 ottobre 1917, chiese di tornare in prima linea, dove venne incorporato nella 94ª sezione del 103º gruppo bombardieri, conseguendo la promozione a sergente e una Croce di guerra al valor militare.
Dopo la fine della guerra, riprese la direzione del Giornale del Mattino, fino alla definitiva chiusura del quotidiano il 31 agosto 1919.

### La breve adesione al fascismo
Il 10 aprile 1919, appena 20 giorni dopo l'adunata mussoliniana di Piazza Sansepolcro, con spirito rivoluzionario e repubblicano, contribuì a fondare con gli amici repubblicani Mario e Guido Bergamo, i proto-fascisti Marcello Serrazanetti, Leandro Arpinati e Dino Grandi, il primo Fascio di combattimento di Bologna. La motivazione di questa sua iniziale adesione al nascente movimento fascista va rintracciata, oltre che nei legami di antica amicizia con Mussolini, nella volontà di difendere i valori e gli interessi degli ex-combattenti, alle prese con il difficile reinserimento nella vita civile dopo anni di dura guerra, e di contrastare l'incitamento alla rivoluzione bolscevica portata avanti dall'ala massimalista del Partito Socialista, il che lo portò addirittura ad approvare l'assalto e la distruzione della sede e della tipografia del quotidiano socialista Avanti!.
Tuttavia, poco tempo dopo l'associazione si sciolse, a seguito dei dubbi sorti in Nenni e nei suoi amici repubblicani sulla reale natura rivoluzionaria dell'organizzazione e a causa dell'utilizzo indiscriminato della violenza, anche contro persone inermi e del tutto estranee alla lotta politica, da parte di molti aderenti.
Già nel luglio 1919 venne fondato il secondo e assai più duraturo fascio di combattimento bolognese, con sede in via Marsala 30, ad opera di Serrazanetti, Grandi e Arpinati, il quale ultimo ne divenne segretario; con lui, tra gli altri, c'è Gino Baroncini.
Negli anni successivi, la fugace adesione di Nenni al fascismo degli albori non mancò di essere ricordata dai suoi avversari di sinistra. Ad esempio, nel 1931 l'Avanti! massimalista scrisse di Nenni: «Repubblicano, guerraiolo arrabbiato, fascista, comunisteggiante, riformista, egli è un poco la riproduzione – in proporzioni ridotte – di Mussolini». Lo stesso anno, nell'ambito della polemica internazionale tra socialisti e comunisti seguita all'adesione di questi ultimi al plebiscito sullo scioglimento del Landtag prussiano insieme ai nazisti, Palmiro Togliatti definì Nenni «fascista della prima ora». Più tardi, nel 1933, il dirigente comunista Giuseppe Dozza lo descrisse sul giornale del Partito Comunista Francese, l'Humanité, come un «provocatore politico, un fascista camuffato, un agente del nemico nelle file della classe operaia».

### La crisi dell'esperienza repubblicana

Pietro Nenni repubblicano

Il dopoguerra fu per Nenni un periodo di crisi e di riflessione ideale e politica, nel corso della quale, pur con incertezze e contraddizioni, alla luce dell'esperienza compiuta in guerra, ritenne sbagliata la sua posizione interventista e maturò il suo allontanamento dal Partito Repubblicano e un avvicinamento al movimento socialista.
Si spostò, sempre con la famiglia al seguito, a Milano, dove venne assunto a Il Secolo, all'epoca il principale quotidiano italiano, come "corrispondente viaggiante" (oggi si direbbe "inviato speciale") all'estero. Il suo incarico lo portò in Francia, Belgio, Austria, Cecoslovacchia.
Molto importante fu, nel 1920, il suo viaggio, al seguito della missione, con finalità commerciali e politiche, in Caucasia (Georgia), guidata dal senatore Ettore Conti, che permise a Nenni di entrare in contatto con il mondo sovietico. In questo anno lasciò definitivamente il partito repubblicano.

### La svolta verso il socialismo e l'assunzione all'Avanti
Come sempre nella vita di Nenni, la scelta della sua adesione al socialismo partì da un moto d'impeto: il 23 marzo 1921 una squadra fascista devastò la nuova sede milanese dell'Avanti! in costruzione.
Nenni accorse alla sede del giornale socialista per dare manforte alla sua difesa.

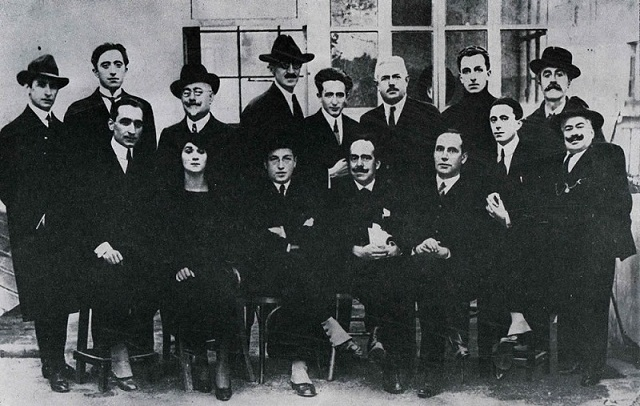
La redazione dell'Avanti! a Milano nel 1921. Il primo seduto a sinistra accanto alla segretaria Fasano è Guido Mazzali. Il terzo seduto da sinistra, con le ghette, è Pietro Nenni, al cui fianco, con baffi e occhiali, è Walter Mocchi. Il primo in alto a destra è il disegnatore satirico Giuseppe Scalarini, davanti al quale, seduto, c'è Giuseppe Romita.

In quell'occasione Nenni conobbe il direttore dell'Avanti! Giacinto Menotti Serrati che, dopo pochi giorni, gli chiese di andare a Parigi come corrispondente del giornale, in prova per sei mesi, a 1800 franchi mensili.
Il 19 aprile apparve per la prima volta la sua firma sul quotidiano socialista sotto l'articolo La bancarotta della politica di Versaglia.
A Parigi Nenni si iscrisse al PSI.

#### Contro il protezionismo
Il 1º ottobre 1921 l'Avanti! pubblicò una corrispondenza di Nenni da Parigi:
( Pietro Nenni, L'assalto padronale contro i salari, in Avanti!, 1º ottobre 1921,  p. 1.)
L'espressione politica della porta sbarrata - una delle numerose frasi d'autore ideate da Nenni - fu coniata in un ambito retorico in cui Nenni intendeva contestare le barriere doganali e gli intralci al commercio che, nel frangente della crisi economica internazionale postbellica, la Conferenza della pace di Parigi aveva imposto a molti paesi dopo la fine della prima guerra mondiale.
Pietro Nenni crea questa formula facendo riferimento, come contraltare, alla famosa locuzione internazionale politica della porta aperta, nata nell'ambito dei rapporti politico-diplomatici fra Stati Uniti e Cina nell'Ottocento.
Il 1º dicembre del 1921 nacque a Santa Margherita Ligure la quarta figlia, Luciana.

#### La battaglia per la sopravvivenza di un PSI autonomo da Mosca e dal PCd'I
Divenuto dirigente del PSI, Nenni si segnalò come uno dei politici più attivi del movimento socialista.
Durante il XIX congresso del PSI tenutosi a Roma dal 1° al 4 ottobre 1922 non si schierò con i riformisti di Filippo Turati, al momento della loro espulsione dal partito il 3 ottobre.
Tuttavia, quando una componente importante del PSI, di ritorno da Mosca dopo aver partecipato al IV congresso dell'Internazionale Comunista del dicembre 1922, si espresse per la fusione del PSI nel PCd'I, Nenni divenne l'alfiere della linea autonomista, per il mantenimento dell'esistenza autonoma del Partito Socialista.
Infatti, nel gennaio 1923 apparve sull'Avanti! un articolo del direttore Giacinto Menotti Serrati inneggiante alla fusione del PSI con il PCd'I, come espressamente richiesto dall'esecutivo del Comintern. Nella stessa edizione del giornale, Pietro Nenni, caporedattore, pubblicò un articolo dal titolo La liquidazione del Partito Socialista?, in cui egli considerava «una liquidazione sottocosto del PSI la fusione con il Partito Comunista d'Italia» progettata nel XIX Congresso.
A seguito della sua presa di posizione sorse un movimento antifusionista che si organizzò attorno ad un Comitato Nazionale di Difesa Socialista, costituito a Milano il 14 gennaio 1923, che occupò l'Avanti! ed elesse a capogruppo parlamentare Tito Oro Nobili, al posto del fusionista Francesco Buffoni.
I fusionisti, dal canto loro, diedero vita al Comitato Nazionale Unionista.
Le due correnti si fronteggiarono nell'aprile del 1923 a Milano nel corso del XX congresso del PSI, nel quale la grande maggioranza dei delegati si espresse con Nenni contro la fusione. La corrente fusionista lasciò successivamente il partito e confluì nel Partito Comunista d'Italia.
Secondo il biografo ufficiale di Nenni, Giuseppe Tamburrano, "certamente Nenni non avrebbe vinto senza l'Avanti! che diventò la sua creatura preferita, forse più dello stesso partito. Se avesse vinto Serrati – che, sconfitto, entrò nel Partito comunista - il Partito socialista sarebbe scomparso".
Il XX congresso nominò Nenni direttore dell'Avanti!.

#### La proposta di fusione con il PSU di Turati e la fondazione della rivistaIl Quarto Stato
Il 14 novembre 1925 il Partito Socialista Unitario di Turati fu il primo partito antifascista ad essere sciolto d'imperio, a causa del fallito attentato a Mussolini da parte del suo iscritto Tito Zaniboni, avvenuto il 4 novembre precedente.
Pertanto, Nenni propose alla Direzione del PSI di fare di nuovo posto nel partito ai riformisti, di richiamare all'Avanti! Claudio Treves, ricomponendo così l’unità fra tutti i socialisti, per far fronte comune contro il fascismo. La Direzione, con l’eccezione di Giuseppe Romita, respinse la proposta di Nenni e questi, il 17 dicembre 1925, lasciò l’esecutivo del PSI e la direzione dell'Avanti!.

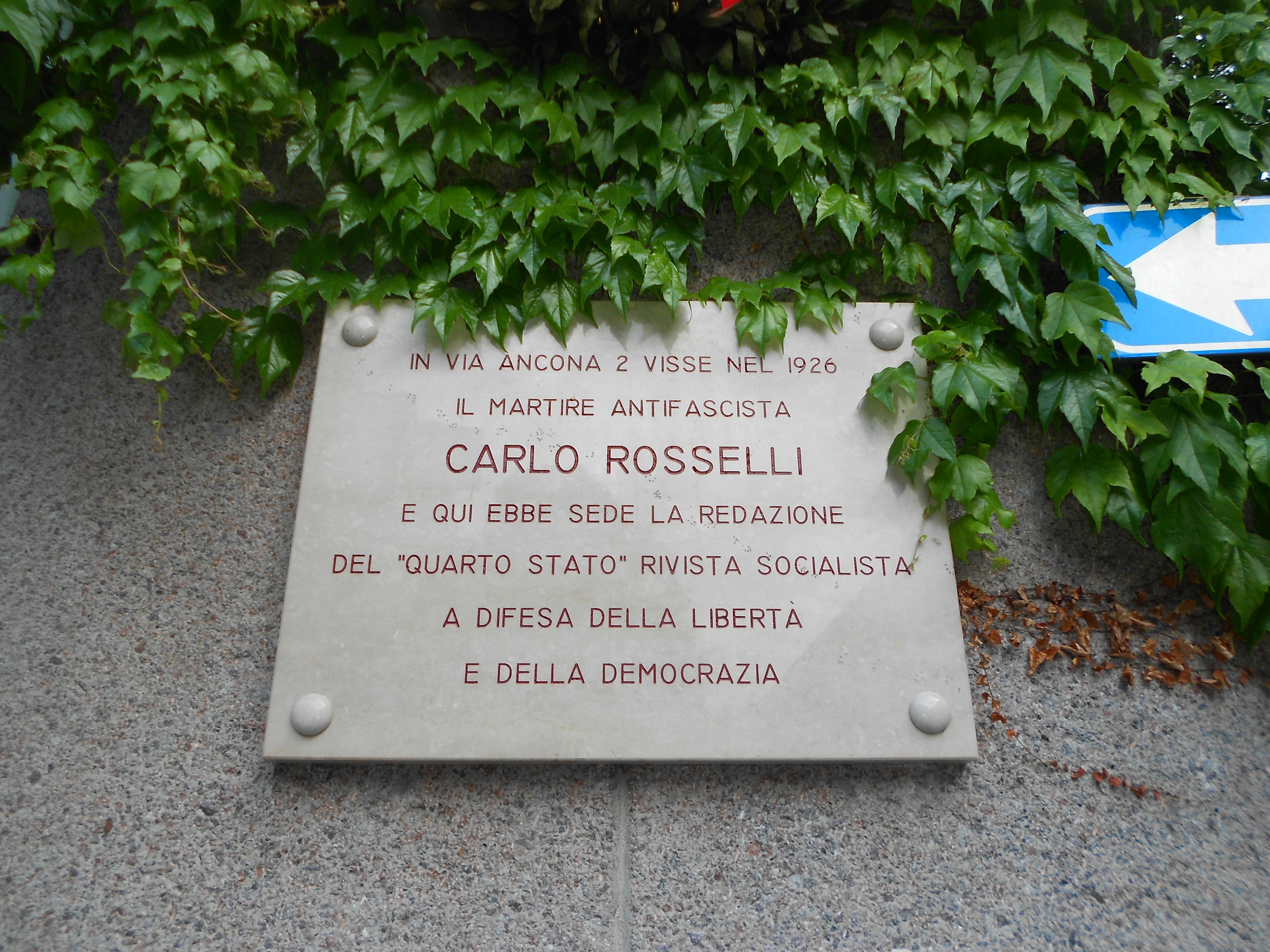
Milano - Lapide commemorativa:
«In via Ancona 2 visse nel 1926 il martire antifascista Carlo Rosselli e qui ebbe sede la redazione del Quarto Stato rivista socialista a difesa della libertà e della democrazia»

Il 27 marzo 1926 uscì il primo numero del settimanale Il Quarto Stato, da lui fondato insieme a Carlo Rosselli il quale, nel frattempo, con Claudio Treves e Giuseppe Saragat, aveva partecipato il 29 novembre alla rifondazione, clandestina, del disciolto PSU con il nome di Partito Socialista dei Lavoratori Italiani (PSLI), riprendendo l'antica denominazione del Partito socialista sancita dal congresso di Reggio Emilia del 1893.
Il PSI dopo il 1925 si divise fra massimalisti autonomisti e fusionisti, cioè fautori dell'unità con i riformisti. Sulla questione della fusione avrebbe dovuto pronunciarsi un congresso convocato per il 14 novembre 1926, nel quale si sarebbero dovute fronteggiare tre mozioni:
- la prima, detta di Difesa Socialista, era espressione della maggioranza massimalista (Vella, Vernocchi, Momigliano, Nobili e altri), contraria alla fusione col PSU, ma divisa sulla proposta di Arturo Vella di non aderire al Comintern, bensì al Bureau Internazionale d'Informazione dei Partiti Socialisti Rivoluzionari - cioè il futuro Bureau di Londra, costituitosi nel 1926 con alla segreteria la socialista massimalista Angelica Balabanova;
- la seconda mozione, chiamata di Azione socialista (Bacci, Mazzali, Morigi, Valeri) era favorevole all’unificazione, ma su posizioni intransigenti di sinistra;
- la terza, facente capo al Comitato per l’unità socialista nel PSI (Nenni, Romita, Amedeo, Schiavi, Viotto), era fortemente per l'unificazione con il PSU.

C’era anche una quarta posizione, detta terzinternazionalista (Lazzari, Mancini, Clerici), favorevole all’adesione alla Internazionale Comunista, che non presentò mozioni, ma fece confluire i propri voti sulla mozione massimalista.
Questa dialettica, che scaturiva dal tradizionale spirito libertario del partito socialista, era però del tutto inconcludente e inadeguata per fronteggiare con determinazione la situazione politica, caratterizzata da provvedimenti liberticidi che sancivano la fine delle libertà sindacali, l'illegalità della proclamazione dello sciopero e la soppressione dei consigli comunali elettivi, sostituiti da podestà di nomina governativa, facendo così iniziare, con l'appoggio della monarchia, la dittatura fascista.
La disputa sulla fusione con i riformisti non produsse comunque alcun risultato pratico, in quanto il congresso non poté aver luogo, a seguito della soppressione in Italia di tutti i partiti di opposizione, compreso il Partito Socialista Italiano (R.D. n. 1848/26).
Nenni fu perseguitato soprattutto a causa dei suoi articoli antifascisti su Il Quarto Stato. Per sottrarsi alla violenza squadrista, che arrivò a minacciare la sua terzogenita, fu costretto a prendere la via dell'esilio.
Il 12 novembre 1926, assieme all'ultimo segretario del Partito Repubblicano Italiano, Mario Bergamo, raggiunse di nascosto Lugano, passando poi a Zurigo e infine a Parigi. Qui venne raggiunto alcuni mesi dopo dalla moglie Carmen e dalle quattro figlie, che, con il pretesto di recarsi in villeggiatura a Santa Margherita Ligure, riuscirono a sfuggire alla sorveglianza della polizia fascista e ad attraversare la frontiera francese in treno a Ventimiglia.

### Gli anni dell'esilio

#### L'impegno per l'unità antifascista e la riunificazione fra socialisti riformisti e massimalisti
Durante gli anni dell'esilio parigino, Nenni dette un contributo decisivo per la sopravvivenza del partito socialista trasferitosi all'estero e, contemporaneamente, si adoperò per la conclusione di alleanze tra i partiti italiani antifascisti in esilio. Già il 6 dicembre 1926 si costituì a Parigi un primo "Comitato d'attività antifascista", composto dai rappresentanti del PRI, del PSULI di Turati e Treves e del PSI di Nenni, allo scopo di accertare se esistessero le condizioni per trasformare in alleanza stabile la collaborazione tra le forze antifasciste. Il comitato approvò la proposta di costituire una "concentrazione d'azione", formata da un cartello di partiti autonomi e di diversa estrazione ideologica e politica, ma condividenti un'identica base programmatica di opposizione al fascismo.
Il 28 marzo 1927 si costituì la Concentrazione d'azione antifascista, anche con la Lega italiana dei diritti dell'uomo e l'ufficio estero della CGIL del socialista Bruno Buozzi. Nel maggio del 1928, il Comitato centrale della "concentrazione" indicò nell'instaurazione in Italia della repubblica democratica dei lavoratori l'obiettivo finale della battaglia antifascista.
Nei preliminari del Convegno PSI di Grenoble tenutosi il 16 marzo 1930, Pietro Nenni e la frazione fusionista da lui capeggiata si scissero dal partito; per unificarsi il 19 luglio 1930 con il PSULI di Turati, Treves e Saragat nel Partito Socialista Italiano-Sezione dell'Internazionale operaia socialista (PSI-IOS), in occasione del XXI Congresso socialista tenutosi in esilio a Parigi, dove Ugo Coccia sarà eletto segretario. I massimalisti contrari alla fusione con i riformisti continueranno come Partito Socialista Italiano (massimalista), diretti da Angelica Balabanova. Grazie alla sua azione indefessa, al XXII Congresso del PSI-IOS svoltosi in esilio a Marsiglia il 18 aprile del 1933, Nenni fu eletto segretario politico, sostituendo Ugo Coccia morto il 23 dicembre 1932.
In seguito alla scissione e alla nascita del PSI-IOS, Nenni fu costretto a lasciare la direzione dell'Avanti! (che rimase ai massimalisti) e fondò Il Nuovo Avanti.
Inizialmente, il programma "concentrazionista" di Nenni dette vita anche a un accordo con il movimento "Giustizia e Libertà" di Carlo Rosselli, che sancì l'ingresso dello stesso nella Concentrazione Antifascista (ottobre 1931); il suo successivo orientamento in direzione di un patto d'unità d'azione con il Partito Comunista, condusse, nel maggio del 1934, allo scioglimento definitivo della "Concentrazione". Il documento del patto d'unità d'azione con il PCd'I, sottoscritto da Nenni nell'agosto del 1934, non ignorava le divergenze ideologiche e tattiche delle due formazioni politiche, ma ne ribadiva la loro piena autonomia. Nell'ottobre 1935, Nenni promosse insieme al PCd'I la convocazione di un Congresso degli Italiani all'estero contro la guerra d'Etiopia.

#### La partecipazione alla guerra di Spagna

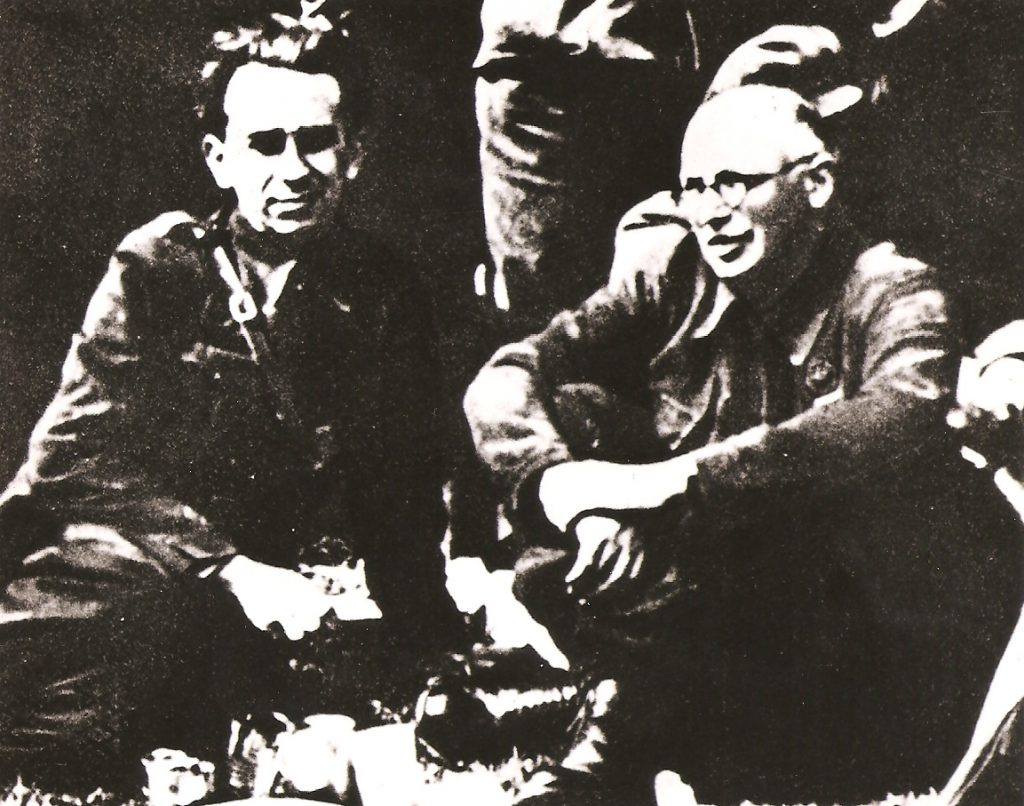
Luigi Longo (a sinistra) e Pietro Nenni in Spagna durante la guerra civile nel 1936.

Il 27 ottobre 1936, durante la Guerra civile spagnola, repubblicani, socialisti e comunisti firmarono a Parigi l'atto costitutivo del Battaglione Garibaldi, del quale venne designato a comandante Randolfo Pacciardi. La formazione venne inquadrata nelle Brigate internazionali. Anche Nenni combatté al fianco di democratici provenienti da tutto il mondo e venne nominato commissario politico di divisione e delegato dell'Internazionale operaia socialista. Per narrare al meglio questa esperienza egli scrisse dei diari privati e soprattutto un libro dal titolo significativo, Spagna che, oltre a narrare le vicende storiche e politiche dei franchisti, costituisce una raccolta dei discorsi del leader socialista che danno bene il senso di quello che la vicenda spagnola rappresentò nella storia europea e nella vita degli antifascisti.
Il leader socialista rientrò in Francia dopo la caduta di Barcellona, avvenuta il 26 gennaio del 1939.

#### La "semiclandestinità" in Francia e la cattura da parte dei nazisti
Pochi mesi dopo scoppiò la seconda guerra mondiale: con l'entrata in guerra dell'Italia e l'occupazione tedesca della Francia del Nord (giugno 1940), Nenni preferì lasciare Parigi e stabilirsi in "semiclandestinità" con la famiglia a Palalda, nei Pirenei Orientali.
Nell'ottobre del 1941, dopo l'aggressione nazista all'URSS e la conseguente rottura del Patto Molotov-Ribbentrop, venne firmato a Tolosa un nuovo patto di unità d'azione tra socialisti e comunisti italiani, con l'adesione anche di Giustizia e Libertà.
L'8 febbraio 1943, alla vigilia del suo compleanno, Nenni fu arrestato dalla Gestapo a Saint-Flour, in Rue de la Franze n.13, nella Francia di Vichy. Venne condotto prima a Vichy e poi fu trasferito a Parigi, dove fu rinchiuso nel carcere di Fresnes per circa un mese.
Il 5 aprile venne consegnato a due carabinieri italiani alla frontiera del Brennero, probabilmente su richiesta di Mussolini, che poi rivendicò di averlo salvato dalla deportazione nei campi di concentramento nazisti. Nenni non aveva commesso reati contro l'esercito d'occupazione tedesco in Francia ma questo non comportava che non potesse essere deportato in Germania in quanto oppositore politico. Tuttavia, Nenni era un cittadino italiano ricercato e condannato in Italia. Mussolini, in un momento nel quale l'Italia era ancora alleata della Germania nazista, potette chiedere l'applicazione della normale procedura di estradizione verso l'Italia. Anche la figlia di Nenni, Vittoria, arrestata a Parigi già nel 1942, avrebbe potuto salvarsi dalla deportazione nel campo di concentramento di Auschwitz rivendicando la sua nazionalità italiana, come propostole dal comandante del Forte di Romainville, dov'era detenuta, ma ella rifiutò, dichiarando di sentirsi francese e di voler seguire la sorte delle sue compagne di prigionia e per timore che ciò potesse costituire un elemento di ricatto nei confronti del padre. La stessa sorte di Nenni fu riservata ai sindacalisti Bruno Buozzi, socialista, e Giuseppe Di Vittorio, comunista, anch'essi catturati dalla Gestapo a Parigi nel 1941, trasferiti in Germania, consegnati al Brennero ai Carabinieri italiani e poi inviati al confino.

### Il rientro in Italia e la lotta per la Liberazione

#### Il confino a Ponza
Condotto nel carcere romano di Regina Coeli, Nenni fu poi confinato nell'isola di Ponza.
Il 27 luglio 1943, tre giorni dopo la notte del Gran consiglio che determinò la caduta del fascismo, dalla finestra della sua stanza Nenni intravide Mussolini e annotò nel suo diario: «Ora vedo col cannocchiale Mussolini: è anch’egli alla finestra, in maniche di camicia e si passa nervosamente il fazzoletto sulla fronte. Scherzi del destino! Trenta anni fa eravamo in carcere assieme, legati da un'amicizia che paresse sfidare le tempeste della vita [...] Oggi eccoci entrambi confinati nella stessa isola: io per decisione sua, egli per decisione del re e delle camarille di corte, militari e finanziarie, che si sono servite di lui contro di noi e contro il popolo e che oggi di lui si disfano nella speranza di sopravvivere al crollo del fascismo».

#### La nascita del PSIUP
Pochi giorni dopo Nenni fu liberato e, tra il 22 e il 24 agosto del 1943, a Roma, insieme a Sandro Pertini e Giuseppe Saragat, promosse l'unificazione del PSI con il Movimento di Unità Proletaria di Lelio Basso, nato nel gennaio precedente, dando vita al Partito Socialista Italiano di Unità Proletaria (PSIUP). Il nuovo soggetto nacque in continuità ideale e storico-politica con il vecchio PSI e Nenni ne assunse la carica di segretario nazionale.

#### La partecipazione alla Resistenza
Il leader socialista prese parte alla Resistenza e, durante l'occupazione tedesca di Roma, pur essendosi rifugiato presso il Palazzo del Laterano della Santa Sede, fu uno dei membri più influenti delle Brigate Matteotti.
Il 15 ottobre 1943, grazie a dei documenti falsi, riuscì a sfuggire all'arresto che coinvolse Pertini e Saragat, dopo una riunione clandestina del PSIUP in Via Nazionale. In seguito fece pressioni sui militanti socialisti perché fosse organizzata quanto prima l'evasione dei due compagni di partito. Così, il 24 gennaio 1944 un gruppo di partigiani socialisti delle Brigate Matteotti permise la loro fuga dal carcere di Regina Coeli. L'azione, dai connotati rocamboleschi, fu ideata e diretta da Giuliano Vassalli, con l'aiuto di diversi partigiani socialisti, tra cui Giuseppe Gracceva, Massimo Severo Giannini, Filippo Lupis, Ugo Gala, Alfredo Monaco, medico del carcere, e sua moglie Marcella Ficca Monaco. Si riuscì così prima a far passare Saragat e Pertini dal 3° "braccio" tedesco a quello 6° italiano e quindi a produrre degli ordini di scarcerazione falsi, redatti dallo stesso Vassalli. I due furono dunque scarcerati insieme agli altri esponenti socialisti Luigi Andreoni, Luigi Allori, Carlo Bracco, Ulisse Ducci, Torquato Lunedei. Pertini stesso narrò in seguito questi fatti anche in un'intervista concessa ad Oriana Fallaci nel 1973, aggiungendo che dovette impuntarsi per far uscire insieme a lui e Saragat anche gli altri cinque e che quando Nenni lo seppe sbottò: «Ma fate uscire Peppino! Sandro il carcere lo conosce, c'è abituato».
Quest'audace azione partigiana salvò probabilmente la vita dei due futuri Presidenti della Repubblica che, se ancora incarcerati a Regina Coeli, sarebbero stati sicuramente inseriti nell'elenco dei detenuti politici da fucilare alle Fosse Ardeatine.
In merito all'azione gappista di via Rasella del 23 marzo 1944 e al successivo eccidio nazi-fascista delle Fosse Ardeatine del 24 marzo 1944, sono state riferite contrastanti versioni circa la posizione di Nenni.
Il presidente dimissionario del CLN centrale e futuro Presidente del Consiglio Ivanoe Bonomi, tra gli antifascisti rifugiati al Laterano, riportò nel suo diario, alla data del 31 marzo, la notizia di «una atrocità tedesca senza precedenti», datandola per errore «un paio di giorni dopo lo scoppio di una bomba in Via Rasella», riferendo di aver appreso i particolari dell'attentato da Pietro Nenni, e lo attribuì ad «alcuni elementi estremisti». Poi scrisse di aver acconsentito, su richiesta di Nenni, a scrivere «una nota di indignazione e di protesta» verso la strage delle Fosse Ardeatine, da diffondere tramite la stampa clandestina..
Osservando che Nenni aveva riportato sul suo diario i particolari dell'attentato già il 26 marzo, lo storico Enzo Forcella ritiene incredibile che, ancora il 31 marzo (data dell'annotazione di Bonomi), al Laterano non si sapesse che a compiere l'attentato non erano stati «alcuni elementi estremisti», bensì una formazione del PCI che l'aveva già rivendicato; ipotizza quindi che il presidente del CLN avesse ostentatamente mentito « [...] a futura memoria storica, per prendere le distanze dall'attentato e, allo stesso tempo, per rendere più problematica la ricostruzione di un contrasto che tutti i protagonisti, per ragioni diverse e contrapposte, avevano interesse a far dimenticare».
Secondo le memorie del cardinale Pietro Palazzini, allora giovane monsignore che assisteva i rifugiati politici al Laterano, appena ricevuta la notizia dell'eccidio i componenti del CLN discussero sul tipo di operazioni antitedesche da organizzare in futuro e la maggioranza avrebbe deciso per le sole azioni di sabotaggio, escludendo gli attacchi alle truppe «che costavano poi, per reazione, tanto sangue italiano». Sempre secondo Palazzini, Nenni avrebbe protestato vivacemente contro la decisione di cessare gli attacchi, affermando che: «Se nessuno lancerà più bombe contro i tedeschi, le lancerò io» e sarebbe stato calmato da Alcide De Gasperi, che l'avrebbe bonariamente ammonito: «Sta' buono, Pietro, non fare il Marat».
Tuttavia, quest'immagine del leader socialista contrasterebbe con la posizione, molto più cauta, espressa da Nenni nella pagina del suo diario del 23 marzo 1944 (quando ancora non aveva avuto notizia dell'attentato di via Rasella), in cui, prendendo spunto dall'annientamento di una banda partigiana nel Modenese, scrisse che, poiché « [...] i contadini tremano davanti alla minaccia tedesca di incendiare i villaggi, di razziare il bestiame, di decimare le popolazioni, come cioè è avvenuto in diversi luoghi», esclusi anche gli scioperi, «restano due armi di lotta: contro i tedeschi il sabotaggio; contro i fascisti le rappresaglie, la legge del taglione».

### La battaglia per la Repubblica
Nenni, fu contrario alla svolta di Salerno di Togliatti dell'aprile del 1944, che stabiliva di accantonare la questione istituzionale a dopo la sconfitta dei nazi-fascisti, per cui rifiutò di partecipare personalmente sia al secondo Governo Badoglio che al secondo Governo Bonomi, che ne furono la diretta conseguenza.
Nel marzo 1945 Nenni scrisse una lettera con la quale lamentava presso i comandi Alleati l'imprecisione dei bombardamenti aerei sulle città del Veneto, che determinavano continue distruzioni del patrimonio artistico e vittime tra la popolazione civile, causando pochi danni ai tedeschi e avvantaggiandone invece la propaganda.
Venerdì 27 aprile 1945, mentre nell'Italia settentrionale si andava completando la liberazione dei territori dall'occupazione tedesca apparve sull'Avanti! un articolo di Nenni, il cui titolo divenne famoso: Vento del Nord, nel quale il leader del PSIUP, nell'esaltare lo sforzo dei partigiani che erano riusciti a cacciare o a costringere alla resa i nazifascisti, individuava nella volontà di riscatto e di rinnovamento delle popolazioni del Nord il "vento" che avrebbe spazzato via i residui del regime che aveva governato l'Italia per oltre vent'anni: «Vento di liberazione contro il nemico di fuori e contro quelli di dentro».
Il 28 aprile 1945 giunse a Roma la notizia della fucilazione di Mussolini: Sandro Pertini che gli era vicino nella redazione dell’Avanti!, racconterà che Nenni, in passato amico fraterno e compagno di cella del futuro duce, allora socialista, «aveva gli occhi rossi, era molto commosso, ma volle ugualmente dettare il titolo: Giustizia è fatta».
Pochi giorni dopo la fine della guerra, il 20 maggio 1945, Nenni ebbe il dolore della conferma della notizia della morte della figlia Vittoria ad Auschwitz.
Nenni apprese della morte della figlia dal suo compagno di partito e amico fraterno Giuseppe Saragat, all'epoca ambasciatore d'Italia in Francia:
Ho cercato di dominare il mio schianto e di mettermi in contatto con De Gasperi che però era al Consiglio dei ministri. La conferma mi è venuta nel pomeriggio, da De Gasperi in persona, che mi ha consegnato la lettera di Saragat. La lettera non lascia dubbi. La mia Vivà sarebbe morta un anno fa nel giugno. Mi ero proposto di non dire niente a casa, ma è bastato che Carmen mi guardasse in volto per capire … Poveri noi! Tutto mi pare ora senza senso e senza scopo.
I giornali sono unanimi nel rendere omaggio alla mia figliola. Da ogni parte affluiscono lettere e telegrammi. La parola che mi va più diretta al cuore è quella di Benedetto Croce: "Mi consenta di unirmi anch'io a Lei in questo momento altamente doloroso che Ella sorpasserà ma come solamente si sorpassano le tragedie della nostra vita: col chiuderle nel cuore e accettarle perpetue compagne, parti inseparabili della nostra anima".
Povera la mia Vittoria! Possa tu, che fosti tanto buona e tanto infelice, essere la mia guida nel bene che vorrei poter fare in nome tuo e in tuo onore.»
Il 10 agosto 1945 Pietro Nenni incontrò nell'ambasciata italiana di Parigi Charlotte Delbo Dudach, compagna di deportazione di Vittoria.
Scrisse Nenni più tardi nel suo diario: "Mi è sembrato che chi può fiorire una tomba conserva un'apparenza almeno di legame con i suoi morti. Non così per me che penso disperatamente alla mia Vittoria e non ho neppure una tomba dove volgere i miei passi. Il 31 ottobre era l'anniversario della mia figliola. Avrebbe avuto trent'anni e tutta una esistenza ancora davanti a sé … quanto sarebbe stato meglio davvero che io, in vece sua, non fossi giunto al traguardo".
In seguito alla fine della guerra, gli esuli socialisti massimalisti (separatisi da Nenni nel 1930) rientrarono nel PSIUP.
Nel giugno 1945, il leader socialista accettò di partecipare al primo governo del dopoguerra diretto da un esponente del CLN, Ferruccio Parri (21 giugno 1945 - 10 dicembre 1945): fu Vice Presidente del Consiglio e, dal 12 agosto 1945, anche Ministro senza portafoglio per la Costituente. Lasciò quindi la segreteria politica del PSIUP a Sandro Pertini.

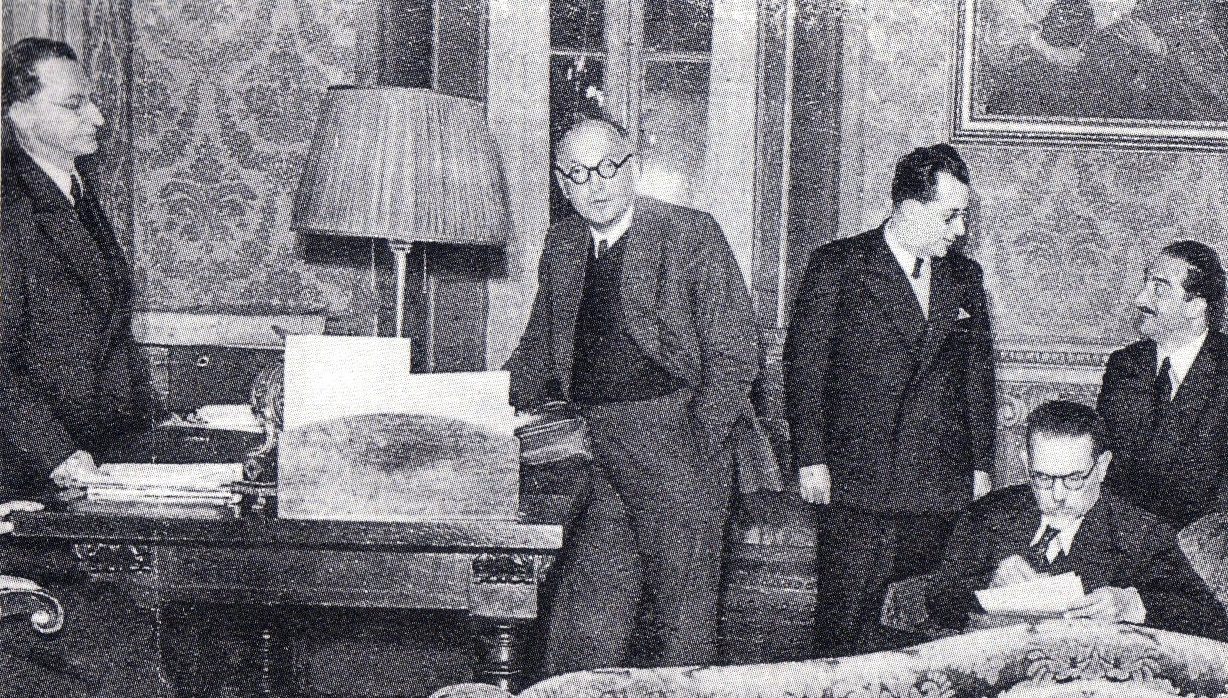
Riunione del primo governo De Gasperi con il Presidente Alcide De Gasperi (DC), Pietro Nenni (PSIUP), Palmiro Togliatti (PCI), Leone Cattani (PLI) ed Emilio Lussu (PdA).

Partecipò poi al primo governo De Gasperi (10 dicembre 1945 - 14 luglio 1946), nel quale mantenne gli incarichi di Vice Presidente del Consiglio e di Ministro per la Costituente.
In tale veste, si batté strenuamente per l'abbinamento delle votazioni per l'elezione dell'Assemblea Costituente e il referendum istituzionale monarchia/repubblica.
L'istituzione della Repubblica era il suo ideale sin dalla gioventù e per conseguire questo risultato spese tutte le sue energie: è rimasto famoso il suo slogan "O la Repubblica, o il caos!"
Il 5 giugno 1946, nel proclamare l'esito del referendum istituzionale, il direttore dell'Avanti!, Ignazio Silone, in un riquadro a lui dedicato, espresse la riconoscenza degli elettori socialisti al proprio leader per la sua infaticabile lotta per la Repubblica, titolando: Grazie a Nenni.

### Il successo alle elezioni politiche per l'Assemblea Costituente del 1946

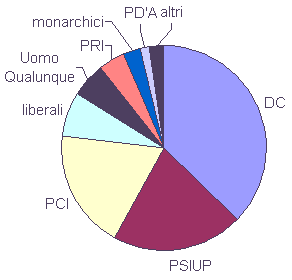
Risultati delle elezioni politiche del 1946

Alle elezioni politiche del 1946, il PSIUP conseguì un successo clamoroso, risultando la più votata formazione politica della sinistra italiana (20,68% dei suffragi, contro il 18,93% del PCI) e la seconda, per consensi, dopo la Democrazia Cristiana (35,21%). Nenni venne eletto per la prima volta deputato.
Nel secondo governo De Gasperi (4 luglio 1946 - 20 gennaio 1947), il primo dello Stato repubblicano, mantenne l'incarico di Ministro senza portafoglio per la Costituente finché esso non venne soppresso.
Dal 18 ottobre 1946 al 28 gennaio 1947 fu Ministro degli affari esteri, sostituendo Alcide De Gasperi che fino a quel momento ne aveva mantenuto l'interim.

### Gli anni della guerra fredda

#### La stretta alleanza con il PCI e la scissione socialdemocratica

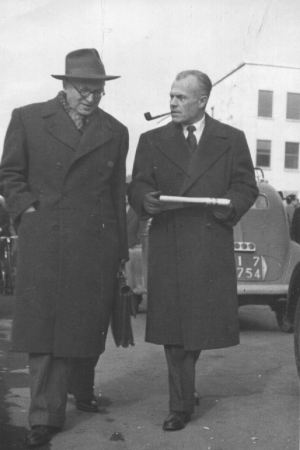
Nenni con Sandro Pertini (1947)

Pietro Nenni, ateo, favorì uno stretto rapporto tra i socialisti e il Partito Comunista e inaugurò la politica del "frontismo".
Il 27 ottobre 1946 concluse un nuovo patto d'unità d'azione con il PCI, rappresentato da Togliatti, Longo e Scoccimarro.
A causa di questa scelta di stretta collaborazione con i comunisti, nel gennaio del 1947, il PSIUP dovette subire la "scissione di palazzo Barberini", guidata da Giuseppe Saragat, dalla quale nacque il Partito Socialista dei Lavoratori Italiani, poi PSDI.
Onde evitare che gli scissionisti potessero appropriarsi dello storico nome del Partito, il PSIUP, su proposta di Olindo Vernocchi, riassunse il nome di Partito Socialista Italiano.
Nenni fu molto amareggiato dalla scissione, capeggiata dal suo amico/rivale Giuseppe Saragat, ma dovette rassegnarsi: la scissione, come scrisse, fu causata dalla «forza delle cose».
Il 2 febbraio 1947 Nenni si dimise da ministro degli Esteri, prevenendo l'esclusione delle sinistre dal governo che De Gasperi opererà pochi mesi dopo.
In ottobre, la scissione socialdemocratica fu parzialmente compensata dall'ingresso nel PSI degli ex-azionisti (Lussu, Lombardi, Bobbio, De Martino), a seguito dello scioglimento di quel partito.

#### L'adesione al Fronte popolare

Il simbolo del Fronte Democratico Popolare nelle elezioni politiche del 18 aprile 1948, con l'effigie di Garibaldi

In vista delle fondamentali elezioni politiche del 18 aprile 1948, Nenni fu un convinto artefice del Fronte Democratico Popolare, la coalizione elettorale di sinistra con i comunisti di Palmiro Togliatti: tuttavia, la lista ottenne un risultato inferiore alle attese (31% dei voti alla Camera e 30,76% al Senato), mentre la Democrazia Cristiana riportò una netta affermazione (oltre il 48% dei voti validi); la legislatura vide il succedersi di tre governi De Gasperi.
Fu una doppia sconfitta per i socialisti, che videro dimezzare i propri deputati a favore degli eletti comunisti e a fronte di un ottimo risultato degli scissionisti della lista di Saragat (che conseguirono il 7,07% dei voti alla Camera dei deputati).

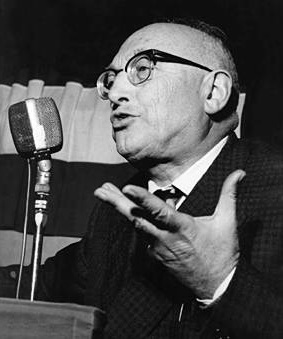
Pietro Nenni

Al XXVII congresso straordinario che ne seguì (Genova, 27 giugno-1º luglio 1948) Nenni venne messo in minoranza.
Tuttavia, l'anno successivo, al XXVIII congresso di Firenze, venne invece eletto per la seconda volta Segretario Nazionale del Partito socialista, incarico che mantenne ininterrottamente per altri quattordici anni (1949-1963), risultando complessivamente il più longevo segretario nella storia del PSI.
In questi anni, contrassegnati dalla guerra fredda, Nenni si batté contro l'adesione dell'Italia al Patto atlantico, cioè al sistema di alleanza militare con gli Stati Uniti d'America e gli Stati dell'Europa occidentale, contrapponendole una "legittima istanza politica di neutralità".
Lo statista romagnolo, infatti, si rifiutava di ravvisare nelle alleanze militari uno strumento di consolidamento della pace e ad esse contrapponeva l'ipotesi della creazione di un'atmosfera di distensione e nuovi rapporti di coesistenza e di collaborazione tra i popoli. In tale ottica, vedeva con diffidenza anche la realizzazione del sistema di aiuti economici del Piano Marshall, da lui considerato "lo strumento economico della Dottrina Truman e della politica di Wall Street" e comunque un'alleanza avente indirettamente significato e contenuto militare.
Contemporaneamente, tuttavia, Nenni non mancava di considerare, nell'ambito della volontà dei popoli « [...] la freddezza, la padronanza di sé, di cui danno prova i Paesi dell'Est e l'Unione Sovietica», né trascurava di ribadire «la ragione di carattere nazionale, per cui i socialisti, non da ieri o avant'ieri ma sempre, dal 1918 in poi, si sono stretti intorno all'Unione Sovietica [sia] da ricercarsi proprio nel fatto che in questo immenso paese essi hanno visto, per noi italiani, un elemento di maggior sicurezza». Dopo la firma del Patto atlantico, Nenni aprì i lavori del congresso di costituzione del movimento dei "Partigiani della pace", a Parigi, il 21 aprile 1949, presenti i delegati di 72 Nazioni - tra cui più di mille dall'Italia - e propose la costituzione di un "Consiglio permanente per la pace".

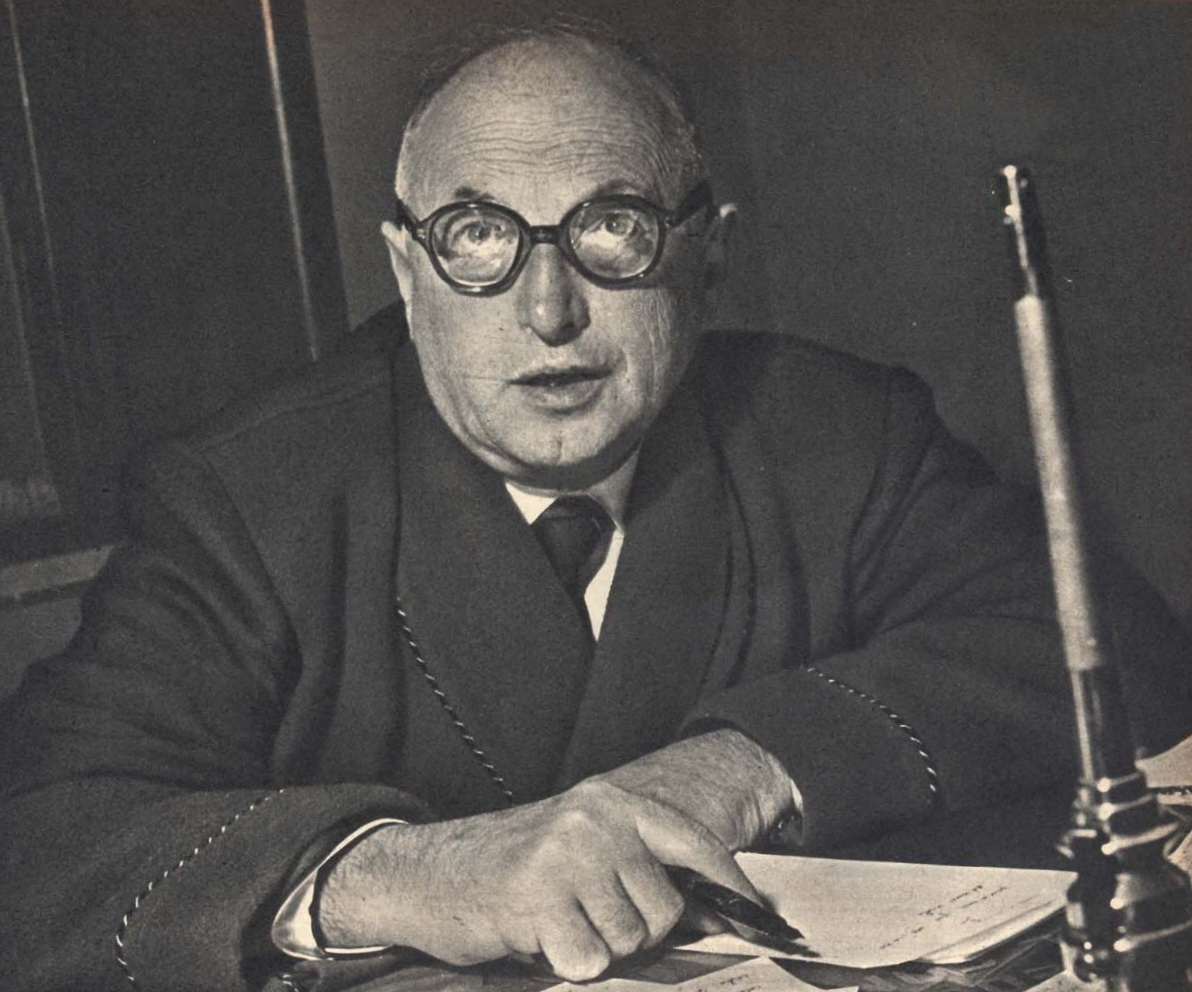
Pietro Nenni nel 1954

Nel 1951 i sovietici assegnarono a Nenni il Premio Lenin per la pace, che lo statista romagnolo ritirò personalmente nell'estate del 1952. In occasione di questo suo viaggio a Mosca gli fu anche concesso un incontro privato con Stalin, il quale morirà pochi mesi dopo. Nenni fu così l'ultimo politico occidentale a far visita al dittatore sovietico.
In vista delle elezioni politiche del 1953, lottò contro la nuova legge elettorale voluta dalla DC (denominata dai detrattori "legge truffa") ed ebbe partita vinta: il suo PSI conseguì un incoraggiante 12,7% dei consensi e per pochissimi voti il premio di maggioranza previsto dalla legge tanto criticata non scattò: questa fu l'ultima volta in cui Nenni si presentò alle elezioni in totale contrapposizione alla DC.

### La rivolta ungherese e il ripudio della politica filo-sovietica del PSI
(Pietro Nenni, Mondo Operaio, 1955)

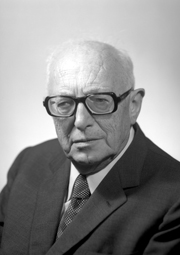
Pietro Nenni in foto ufficiale da parlamentare

Al XXXI Congresso del PSI (Torino, marzo-aprile 1955), Nenni si fece assertore di un'apertura al mondo cattolico e di un'intesa con la Democrazia Cristiana, accettando un'interpretazione difensiva e geograficamente delimitata del Patto Atlantico. Tale linea trovò sponda nel Presidente della Camera Giovanni Gronchi, leader della sinistra democristiana e su posizioni critiche verso l'atlantismo. Il 29 aprile 1955, Gronchi fu eletto Presidente della repubblica, battendo il candidato conservatore Cesare Merzagora, con i voti determinanti di socialisti e comunisti. L'apertura a sinistra, però, non decollò immediatamente.
Il 27 settembre 1955, a Mosca, Nenni incontrò Malenkov e Suslov; il 30 settembre, a Pechino, Zhou Enlai e Mao Zedong; il 15 ottobre, a Jalta, Nikita Chruščёv, che già si preparava all'imminente denuncia dello stalinismo, che avverrà alcuni mesi dopo, al XX Congresso del PCUS.
All'indomani della pubblicazione del Rapporto segreto di Chruščёv, il leader socialista, a Pralognan in Savoia, si riavvicinò al leader socialdemocratico Saragat e poi denunciò il patto d'unità d'azione con il PCI, che fu trasformato in mero "patto di consultazione".
L'allontanamento del PSI dai comunisti divenne più marcato dopo i fatti d'Ungheria del 1956.

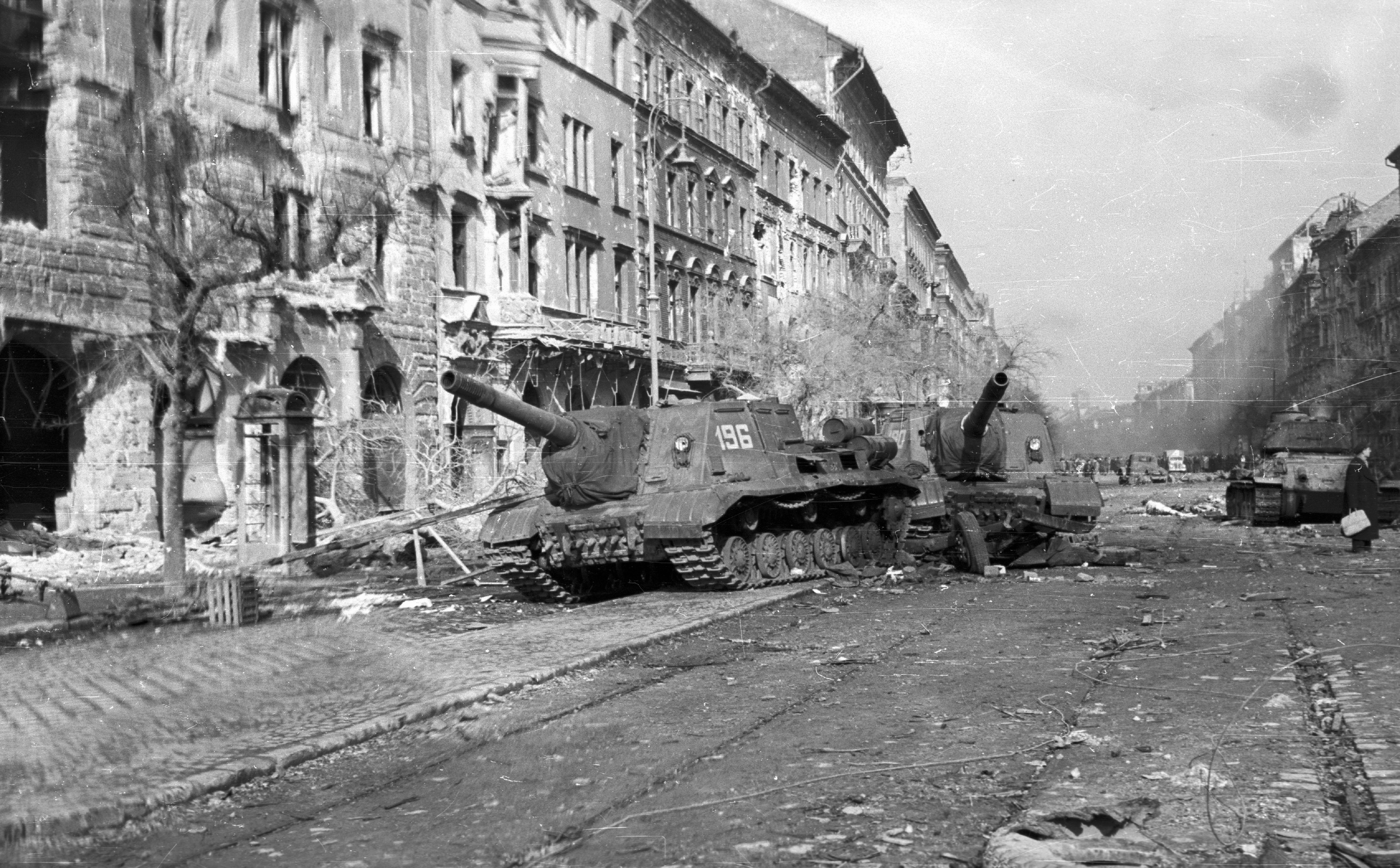
Semoventi di artiglieria sovietici ISU-152 fuori uso a Budapest (1956)

Il giornalista Luigi Fossati, allora inviato dell'Avanti!, si trovò casualmente a realizzare un grande scoop: presente a Budapest durante la rivoluzione dell'ottobre 1956, fu l'unico giornalista occidentale ad assistere personalmente alla rivolta del popolo ungherese contro il regime stalinista di Rákosi fino all’arrivo, il 4 novembre, dei carri armati inviati da Mosca. Scrisse quindi una serie di articoli basati su quanto da lui osservato e su quanto riferitogli direttamente dai partecipanti alla sollevazione popolare, che riuscì a far recapitare al suo giornale tramite un connazionale in partenza per l'Italia.
L'Avanti! pubblicò gli articoli senza alcuna censura, nonostante che essi contenessero l'implicita accusa all'URSS di aver invaso militarmente l'Ungheria al solo scopo di instaurare al potere dei dirigenti fedeli all'ortodossia sovietica e per stroncare il tentativo di rinnovamento del regime comunista richiesto dalla maggioranza della popolazione ungherese.
Va ricordato che, all'epoca, il Partito Socialista Italiano era ancora molto legato al PCI e al mito dell'Unione Sovietica come patria del socialismo reale.
Il reportage di Fossati venne ripreso da quasi tutti i giornali italiani e anche da molti quotidiani e periodici esteri.
Lo scoop dell'Avanti! determinò la presa di posizione della gran parte del gruppo dirigente del Partito Socialista Italiano a favore della rivoluzione ungherese, con il definitivo allontanamento del PSI dal regime sovietico.
Nel numero dell'Avanti! del 5 novembre 1956, in cui venne pubblicato il reportage di Fossati, Nenni, all'epoca segretario del PSI, scrisse la seguente dichiarazione:
Il vecchio motto che non si sta seduti sulla punta delle baionette vale anche per i carri armati. 
Si può schiacciare una rivolta, ma se questa, come è avvenuto in Ungheria, è un fatto di popolo, le esigenze e i problemi da essa poste rimangono immutati. 
Il movimento operaio non aveva mai vissuto una tragedia paragonabile a quella ungherese, a quella che in forme diverse cova in tutti i paesi dell'Europa orientale, anche con i silenzi, i quali non sono meno angosciosi delle esplosioni della collera popolare. 
Quanto di meglio noi possiamo fare per i lavoratori ungheresi è aiutarli a risolvere i problemi da essi posti a base del rinnovamento della vita pubblica nel loro e negli altri paesi dell'Europa orientale, aiutarli a spezzare gli schemi della dittatura in forme autentiche di democrazia e di libertà. 
Daremo tutta l'opera nostra in aiuto del popolo ungherese perché possa attuare il socialismo nella democrazia, nella libertà, nell'indipendenza.»
Il 20 novembre 1956, l'editore Giulio Einaudi scrisse a Nenni per richiedergli l’autorizzazione a pubblicare il reportage di Luigi Fossati da Budapest: «Da parte mia vorrei soltanto dire che la pubblicazione di una Casa non di partito darebbe alla tua prefazione e al resoconto dei fatti d’Ungheria un significato politico, una "presa", nel Paese, su un’opinione pubblica intontita e disorientata, di cui tu sei meglio di me in grado di valutare l’importanza in questo momento.»
Nenni, comprendendo che l'iniziativa di Einaudi avrebbe allargato la discussione sui “fatti d'Ungheria” a tutta la sinistra, facendo conoscere la posizione socialista di difesa dell'autonomia del popolo ungherese dall'intervento militare sovietico, acconsentì alla pubblicazione e fece avere ad Einaudi una prefazione che introdusse il testo di Fossati: «Le corrispondenze di Luigi Fossati all'Avanti! sugli avvenimenti di Budapest sono qualcosa di più di un reportage; sono la testimonianza di un socialista». Parole politicamente nette che vennero riprodotte in nero sull’austera copertina bianca che, studiata dall'artista e grafico Bruno Munari, diventò la veste ufficiale della nuova collana di libri d'attualità edita dalla Einaudi, che da essa prese il nome: “I libri bianchi”.
Qui Budapest, come fu intitolato il reportage di Fossati, inaugurò con successo la collana dei "Libri bianchi": fu salutato dalla stampa come « [...] il primo libro sull'insurrezione magiara», « [...] una delle testimonianze più esaurienti e obiettive che si possano avere in Italia sulle drammatiche giornate di ottobre e novembre in Ungheria», « [...] una raccolta di corrispondenze di grande interesse e importanza non solo per il quadro obiettivo dei tragici avvenimenti che da esse risulta, ma soprattutto per cogliere, in queste osservazioni secche e apparentemente spassionate, il travaglio ideologico del socialismo italiano a contatto con fatti di valore traumatico».
Il libro di Fossati fu un successo editoriale per la tempestività della pubblicazione (gennaio 1957), ma anche per la raffinatezza dell'analisi proposta. Le doti di scrittura di Fossati si accompagnavano alla sottigliezza e alla profondità analitica che l’autore dimostrava nell’elaborazione di considerazioni politiche su eventi ancora in corso. Per Fossati la scrittura diventava il mezzo attraverso cui operare una scelta di campo, in senso politico-ideologico ma, prima ancora, in senso morale:
«Mentre vi trasmetto le ultime note stese durante la battaglia della capitale ungherese, desidero fare una sola precisazione: in questi venti giorni pieni di orrori e violenze, ho parlato con molti operai, con studenti di Budapest. Non ho confuso i loro volti con quelli dei provocatori di marca fascista. Questi lavoratori, questi studenti, mi hanno raccomandato di raccontare esattamente i fatti di cui ero stato testimone diretto. Ho cercato di mantenermi fedele all’impegno, nel limite delle mie forze: l’ho ritenuto, in un momento tanto doloroso, un obbligo morale».
Nenni restituì il Premio Stalin conseguito cinque anni prima e devolse la somma ricevuta alla Croce Rossa Internazionale in favore delle vittime della rivoluzione ungherese e della crisi di Suez.

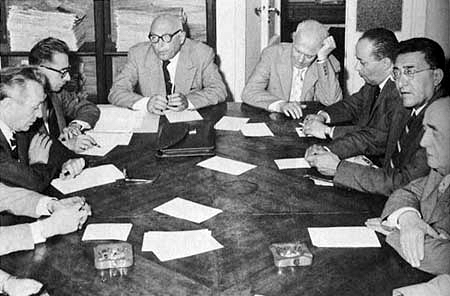
1960, Direzione PSI: da sinistra Achille Corona, Giovanni Pieraccini, Pietro Nenni, Sandro Pertini, Giacomo Brodolini, Riccardo Lombardi e Alberto Jacometti.

All'interno del partito fondò la corrente "autonomia socialista", tendente a creare le condizioni per un governo che fosse espressione di un accordo tra i socialisti e il centro, contrapposta alla corrente dei "carristi", così chiamati perché favorevoli all'intervento militare, con i carri armati, delle truppe sovietiche in Ungheria, i cui componenti, in gran parte, usciranno dal Partito nel 1964 per dar vita al nuovo PSIUP.
Ciò favorì l'ingresso nel PSI degli ultimi "azionisti" (Codignola), provenienti dalla lista di Unità Popolare e di alcuni esponenti comunisti usciti dal PCI proprio in conseguenza dell'appoggio all'intervento sovietico in Ungheria, tra i quali Antonio Giolitti, Loris Fortuna, Antonio Ghirelli.

### Il centro-sinistra
Le elezioni politiche del 1958 premiarono la linea autonomista del PSI, che conseguì il 14,2% dei voti alla Camera dei deputati (+1,5%). 

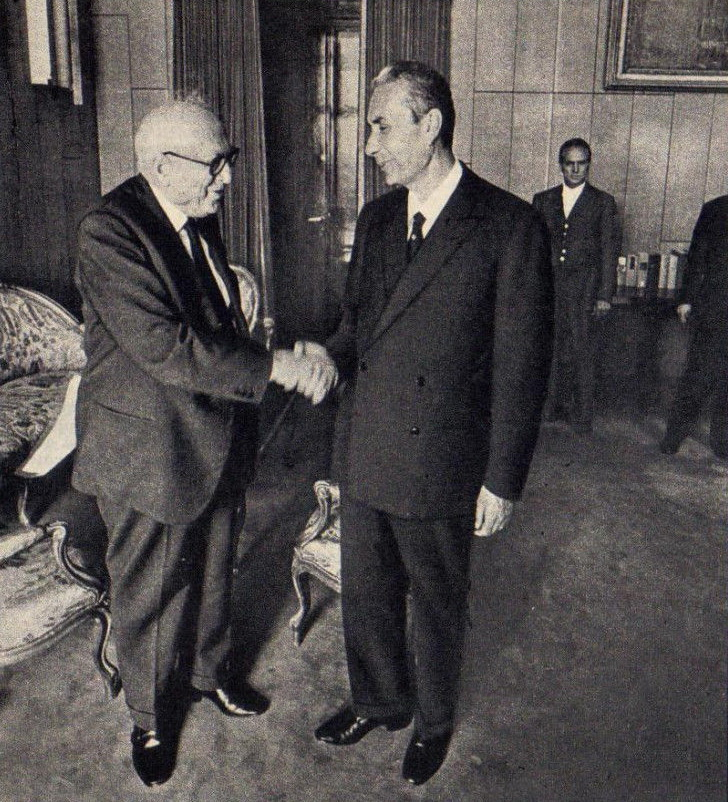
Pietro Nenni e Aldo Moro.

Dalle urne uscì il secondo Governo Fanfani, composto da democristiani e socialdemocratici, con l'appoggio esterno dei repubblicani e che, pur denominato di "centro-sinistra", vedeva i socialisti ancora all'opposizione. Tale governo ebbe breve vita e andò in crisi il 15 febbraio 1959.
Del resto, il 33º Congresso del PSI, tenutosi a Napoli dal 15 al 18 gennaio 1959, aveva visto "la vittoria degli autonomisti con il 58,3%, contro il 32,65% della sinistra di Vecchietti e Valori e l’8,73% della mozione Basso". Fra il 1959 e il 1960 Nenni viaggia attraverso l'Europa per intrecciare e rinsaldare i rapporti con la sinistra europea.
Solo con l'avvento di Aldo Moro alla segreteria politica della DC e la vittoria di Ugo La Malfa sul conservatore Pacciardi al XXVII Congresso del PRI (marzo 1960), si poté procedere al varo del quarto Governo Fanfani (21 febbraio 1962), nel quale il PSI, per la prima volta dal 1947, non votò contro, ma si astenne sul voto di fiducia.
Infine, al congresso socialista di Milano del 25-29 ottobre 1963, il partito decise la partecipazione diretta a un nuovo governo di centrosinistra, definito "organico".
Nenni, dopo quattordici anni, lasciava la carica di segretario nazionale del PSI, per assumere incarichi di governo. Fu più volte ministro e anche vicepresidente del Consiglio (nel primo, nel secondo e nel terzo governo Moro); si adoperò per l'adozione di riforme economiche e di struttura, nonché per la riforma della scuola (fu tra l'altro fautore dell'abolizione dell'insegnamento obbligatorio del latino, da lui definito "lingua dei signori") e per la semplificazione della burocrazia (famosa la sua battaglia contro il titolo di "eccellenza").

Il Presidente della repubblica Antonio Segni e Aldo Moro durante il giuramento dei ministri del I governo di centro-sinistra.

Gran parte delle riforme contenute nel programma del primo governo di centrosinistra, tuttavia, non erano viste di buon occhio dalle componenti più conservatrici della Democrazia cristiana e dal nuovo Presidente della repubblica, il democristiano Antonio Segni, eletto il 2 maggio 1962, col supporto del correntone democristiano, del Msi e dei monarchici.
Il 25 giugno 1964, Moro fu costretto a rassegnare le dimissioni, dopo essere stato battuto sulla discussione del bilancio del Ministero della pubblica istruzione, nella parte che assegnava maggiori fondi per il funzionamento delle scuole private.
Durante le consultazioni per il conferimento del nuovo incarico di governo, Segni esercitò pressioni su Nenni per indurre il Partito socialista a uscire dalla maggioranza governativa, comunicandogli che comunque avrebbe rimandato alle Camere, per riesame, il disegno di legge urbanistica Sullo - Lombardi, qualora fosse stato approvato. Nenni dichiarò alcuni anni dopo che "risuonava un tintinnar di sciabole" per indicare il pericolo di un intervento militare secondo i dettami del Piano Solo.
Secondo alcuni storici, qualora le trattative per la formazione di un nuovo governo di centro-sinistra fossero fallite, Segni sarebbe stato favorevole a sostituire Moro con il Presidente del Senato Cesare Merzagora, di tendenze conservatrici e sostenuto dai potentati economici.
Moro, invece, riuscì a formare un nuovo governo di centro-sinistra, dopo aver convinto Nenni ad accettare il ridimensionamento dei suoi programmi riformatori. Nell'Avanti! del 22 luglio, Nenni si giustificò in tal modo di fronte ai suoi elettori e compagni di partito: «Se il centro-sinistra avesse gettato la spugna sul ring, il governo della Confindustria e della Confagricoltura era pronto a essere varato. Aveva un suo capo, anche se non è certo che sarebbe arrivato per primo al traguardo senza essere sopravanzato da qualche notabile democristiano»; e nell'Avanti! del successivo 26 luglio dichiarò: «La sola alternativa che si sarebbe delineata sarebbe stata un governo di destra [...] nei cui confronti il ricordo del luglio 1960 sarebbe impallidito».
Questi eventi segnarono un forte rallentamento delle riforme e contribuirono al consolidamento dell'immobilismo politico, impedendo una trasformazione economica radicale.
Nel lungo termine, la minaccia militare e l'errore politico del PSI bloccarono la realizzazione della politica economica proposta da Giolitti, basata sull'intervento pubblico coordinato con l'iniziativa privata. Ciò contribuì a una maggiore interferenza della classe imprenditoriale nelle decisioni politiche, lasciando insoluto il problema della democrazia economica in Italia, cioè la necessità di trasferire alle istituzioni pubbliche (confinate in acritico assistenzialismo finanziario e normativo) il potere di incidere sulle scelte economiche di fondo.

### L'elezione di Saragat a Presidente della Repubblica

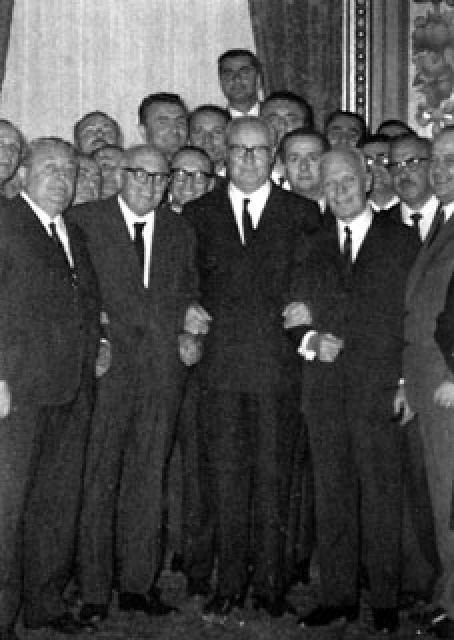
Saragat Presidente della Repubblica, che festeggia con Nenni e Pertini

Alle elezioni del Presidente della Repubblica del 1964, Nenni fu il candidato presentato dal suo partito a partire dal 10º scrutinio. Nel 13º scrutinio fu votato anche dai parlamentari del PCI e del PSDI, fino a raggiungere il tetto di 385 voti al 20º (il quorum richiesto per l'elezione era 482). Ma, già al 18º scrutinio, democristiani e socialdemocratici si erano orientati a sostenere Giuseppe Saragat - che sarà poi eletto - e Nenni ritenne opportuno rinunciare alla candidatura in favore dell'amico/rivale di sempre.

### La riunificazione socialista
La politica di centro-sinistra e la Presidenza della Repubblica dell'amico-rivale Saragat, favorirono la realizzazione di un annoso obiettivo di Nenni: la riunificazione socialista. Quasi venti anni dopo la scissione di Palazzo Barberini l'obiettivo dell'unità socialista, costantemente perseguito dal leader socialista, divenne realtà.

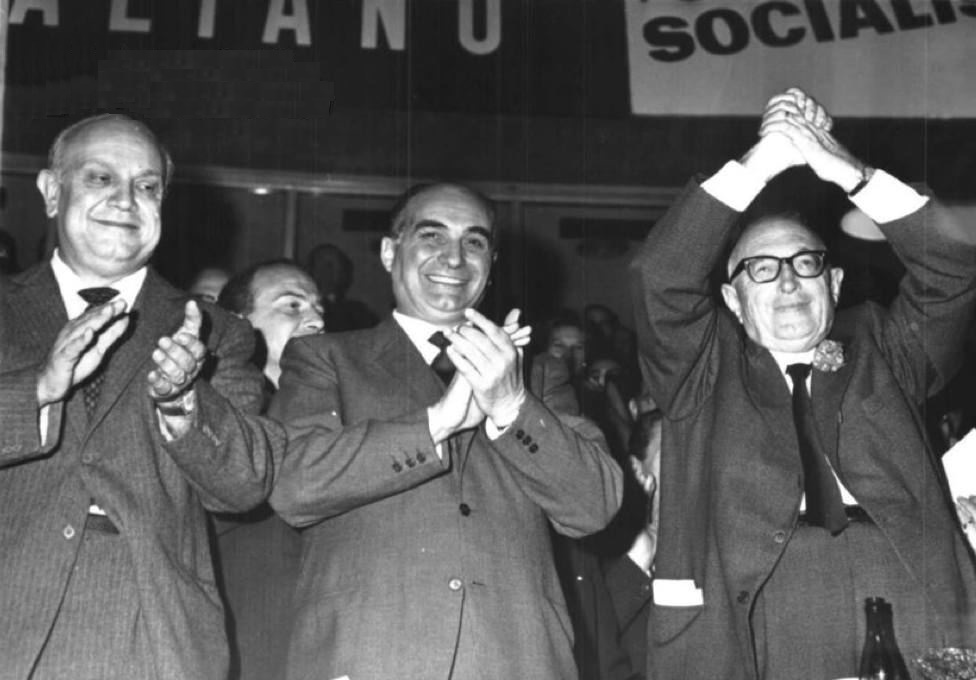
30 ottobre 1966 - Costituente socialista a Roma, EUR, Palazzetto dello sport - da sinistra, De Martino, Tanassi e Nenni

Il 30 ottobre 1966 il PSI e il PSDI, dopo alcuni anni di comune presenza all'interno dei governi di centro-sinistra, si riunificarono nel "PSI-PSDI Unificati" (soggetto noto con la denominazione Partito Socialista Unificato). In contrasto con il progetto unitario, il deputato PSDI Giuseppe De Grazia fondò il movimento "Socialdemocrazia", poi scomparso dalla vita politica nazionale.
La fusione fu proclamata davanti a 20-30.000 persone dalla Costituente socialista riunita al Palazzo dello Sport dell'EUR di Roma; i 1.450 delegati socialisti elessero Nenni presidente unico del nuovo partito.
Il 6 maggio 1966 Nenni pronunciò un discorso a Stoccolma, al congresso dell'Internazionale socialista. Era il primo passo per il rientro del PSI nell'Internazionale dopo 17 anni.
Condannò duramente il colpo di Stato dei colonnelli greci del 21 aprile 1967: come raccontato nel libro Un uomo di Oriana Fallaci, Nenni fu una delle tre persone che incontrarono Alexandros Panagulis al suo arrivo in Italia nel 1973.
Inoltre, sostenne più volte le ragioni dell'integrazione europea.

Manifesti per le elezioni politiche del 19 maggio 1968 in piazza del Duomo a Milano

Nelle successive elezioni politiche del 19 maggio 1968 il Partito Socialista Unificato registrò una grave sconfitta rispetto ai risultati dei due partiti unificati nella precedente tornata elettorale: perse 29 seggi alla Camera e 12 seggi al Senato.. Al contrario, i dissidenti socialisti coagulatisi nel Partito Socialista Italiano di Unità Proletaria ottennero il 4,45%, eleggendo 23 deputati alla Camera e alcuni senatori in alleanza con il Partito Comunista Italiano.
Pertanto, le correnti massimaliste del partito tornarono a reclamare una strategia volta a riassorbire i consensi perduti a sinistra, determinando una sempre maggior inquietudine tra gli ex-socialdemocratici.
Intanto, Nenni si impegnava nel consolidare i rapporti internazionali del Partito Socialista Unificato: compì importanti visite ufficiali di partito in Inghilterra e Jugoslavia. In giugno fu eletto vicepresidente a vita dell'Internazionale socialista.

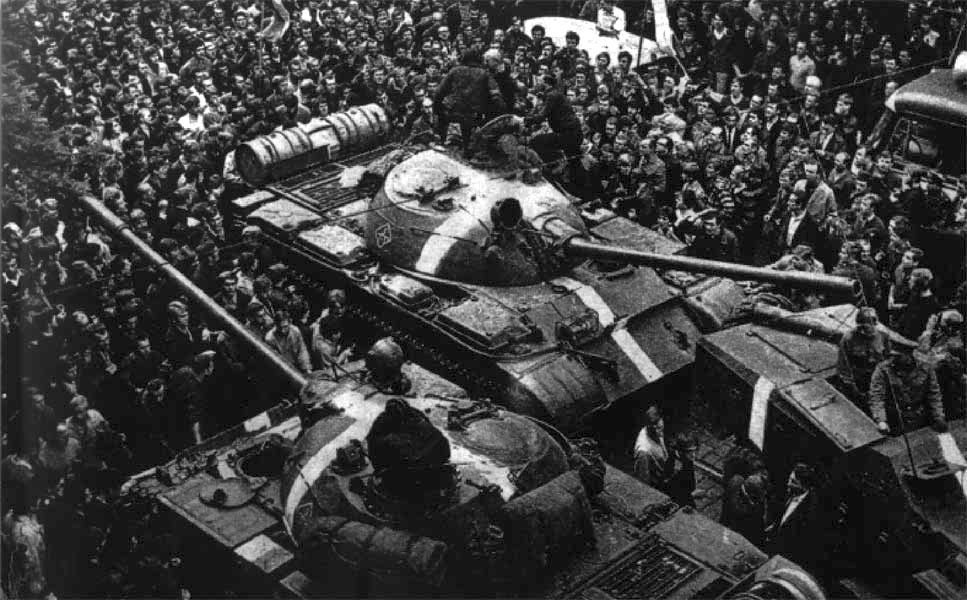
Folla di dimostranti circonda alcuni carri armati sovietici durante i primi giorni dell'invasione della Cecoslovacchia

La notte fra il 20 e il 21 agosto 1968 le truppe del Patto di Varsavia (con l'eccezione di quelle della Romania che non partecipò all'attacco) invasero la Cecoslovacchia, mettendo fine alla stagione riformista seguita alla salita al potere di Alexander Dubček, nota come Primavera di Praga.
Il 29 Nenni pronunciò alla Camera un duro discorso di condanna dell'invasione.

### L'impegno come ministro degli Esteri
Nenni fu nuovamente Ministro degli affari esteri nel primo governo Rumor (12 dicembre 1968 - 5 agosto 1969).
Ottenne dal Parlamento l'approvazione dell'interpretazione, da lui concepita sin dal 1955, degli obblighi assunti dall'Italia con l'alleanza atlantica: «il governo [...] considera il Patto atlantico, nella sua interpretazione difensiva o geograficamente delimitata, il fattore essenziale nella sicurezza del paese, ne accetta gli obblighi e intende svolgerli nel contesto di una politica generale volta creare e a consolidare condizioni di sviluppo pacifico nelle relazioni internazionali, tali da fare nei blocchi un fattore di equilibrio e non di rottura, così da avviarli al loro superamento».
Il 29 gennaio 1969 l'Italia procedeva alla firma del Trattato di non proliferazione nucleare, contemporaneamente ai governi di Washington, Londra e Mosca.
Nello stesso mese di gennaio 1969, l'anziano leader socialista presentò la proposta per il riconoscimento della Repubblica Popolare Cinese: i due paesi nominarono i rispettivi ambasciatori nel febbraio del 1970 e, quasi contemporaneamente, la Repubblica cinese nazionalista di Taiwan comunicò la cessazione dei rapporti bilaterali con l'Italia.
L'Italia anticipò così la risoluzione 2758 (XXVI) del 25 ottobre 1971, con la quale l'assemblea generale delle Nazioni Unite riconobbe i diplomatici della Repubblica Popolare Cinese come "gli unici rappresentanti legittimi della Cina alle Nazioni Unite" ed espulse gli emissari della Repubblica di Taiwan, guidata all'epoca da Chiang Kai-shek.

### La nuova divisione tra socialisti e socialdemocratici: la sconfitta di Nenni

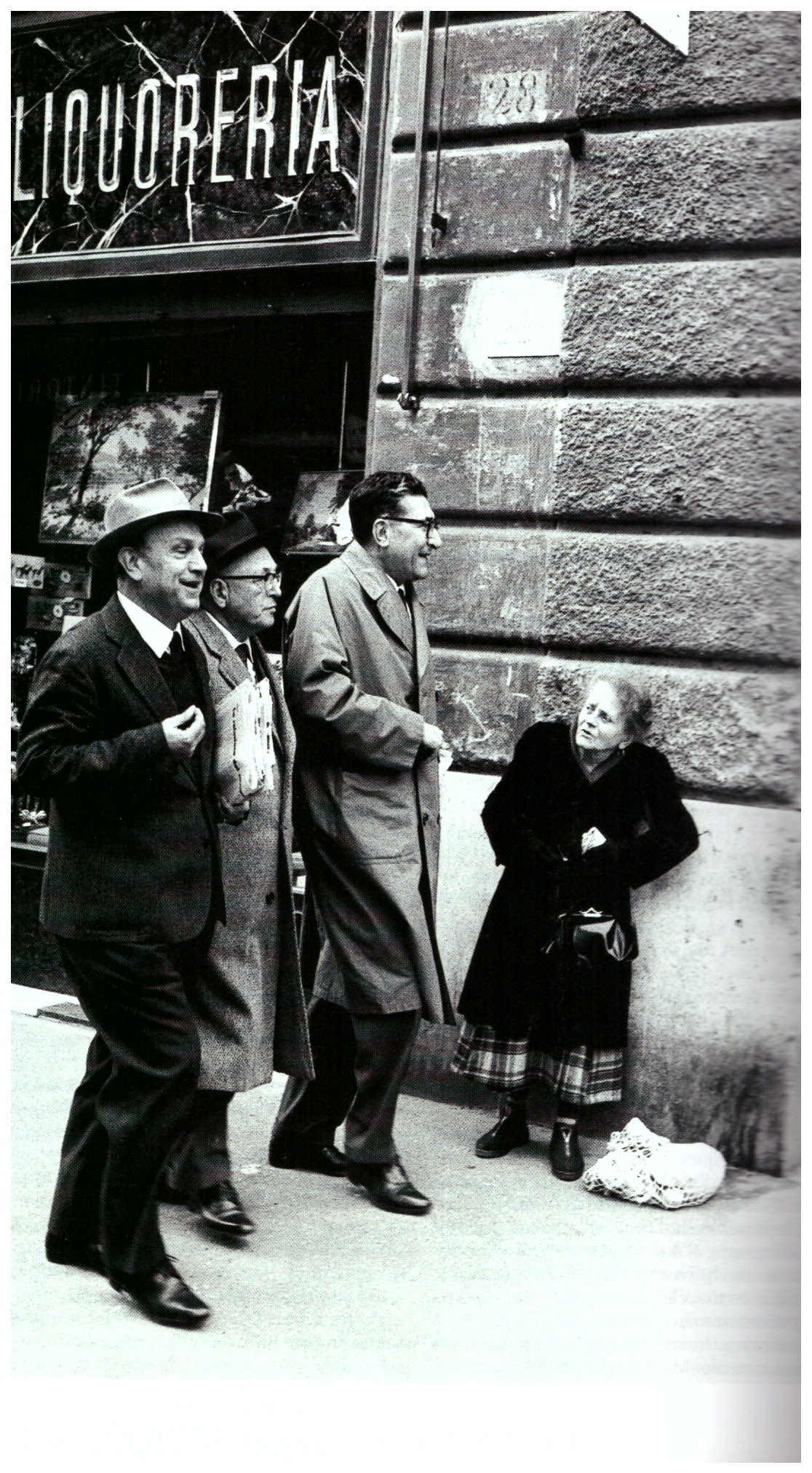
Pietro Nenni passeggia per Roma con Francesco De Martino, a sinistra, e Riccardo Lombardi, anni sessanta

Nel clima turbolento del post-Sessantotto, si tenne nel luglio 1969 il Congresso del partito unificato (che nell'ottobre 1968 aveva assunto il nome di PSI): Nenni tentò in extremis di salvare l'unificazione, presentando una mozione "autonomista", che però fu sconfitta dalla linea massimalista di De Martino.
Immediatamente il 5 luglio 1969 si consumò una seconda scissione socialdemocratica, questa volta irreversibile: la componente socialista mantenne la sigla PSI, mentre quella socialdemocratica costituì il "Partito Socialista Unitario" (PSU), che il 10 febbraio 1971 riprese la denominazione di "Partito Socialista Democratico Italiano" (PSDI).
In seguito alla scissione Nenni diede le dimissioni da presidente del partito e da ministro degli Esteri, ammonendo sulle conseguenze di uno spostamento a destra dell'asse politico nazionale.
Nel 1970 Nenni venne nominato senatore a vita dal Presidente della Repubblica Giuseppe Saragat, ma rimase comunque presidente onorario del partito.

### Ultimi anni e morte
(Oriana Fallaci, Intervista con la storia, 1974)
Alle elezioni del Presidente della Repubblica del 1971, la candidatura Nenni fu opposta dalle sinistre a quella di Giovanni Leone al 22º e 23º scrutinio, ma risultò soccombente.
Prese anche posizione contro l'incremento delle basi NATO in Italia.
La sua ultima grande campagna fu quella per il riconoscimento legale del divorzio, la cui prima proposta di legge nel Parlamento repubblicano era stata presentata nel 1958 dalla figlia Giuliana, all'epoca senatrice del PSI.
La disillusione per molte delle speranze infrante del centro-sinistra - ma anche la difficoltà di riconoscersi nelle mutate condizioni sociali e politiche del Paese - lo portò al "periodo triste", determinato dall'emarginazione della linea autonomista da parte della segreteria De Martino.
Nel 1976, in un articolo sull'Avanti!, De Martino annunciò il ritiro dell'appoggio esterno del PSI al quinto governo Moro determinandone la caduta. Le successive elezioni politiche anticipate si conclusero con una pesante sconfitta per il Partito socialista, i cui voti scesero sotto la soglia psicologica del 10%. Contemporaneamente la Democrazia Cristiana riuscì a rimanere il partito di maggioranza relativa, nonostante una crescita impressionante del PCI di Enrico Berlinguer.
In occasione delle elezioni politiche del 1976 Nenni promosse un appello a pagamento sulle pagine del quotidiano La Repubblica per permettere al Partito Radicale di Marco Pannella l'accesso ai mezzi d'informazione durante la campagna elettorale. L'appello fu firmato da oltre cinquanta personalità politiche e della società civile e permise al Partito Radicale d'entrare per la prima volta nel parlamento italiano.

Pietro Nenni e Bettino Craxi nel 1979

Successivamente De Martino, che puntava ad una nuova alleanza con i comunisti, fu costretto alle dimissioni e si aprì all'interno del PSI una grave crisi.
Alla ricerca di una nuova identità che rilanciasse il partito, il 16 luglio il comitato centrale si riunì in via straordinaria presso l'Hotel Midas di Roma e, con il decisivo appoggio di Nenni, fu eletto segretario Bettino Craxi, esponente della linea autonomista, oltreché delfino politico dell'anziano presidente onorario.
Il 20 giugno 1979, Nenni, pur con grande fatica per le sue gravi condizioni di salute, si recò al Senato per presiedere, come senatore più anziano, la seduta di apertura delI'VIII legislatura repubblicana, per evitare che i lavori fossero aperti da un senatore del MSI. Nenni aprì la seduta accolto da un lunghissimo e caloroso applauso dei senatori, tutti in piedi, pronunciando un breve discorso. «"Il saluto di tutta l'assemblea a Parri — ha detto Nenni — lo rivolgo associando il suo nome a quello del capo dello Stato Sandro Pertini, uomini l'uno e l'altro della più autentica Resistenza". Un nuovo applauso unanime ha sottolineato queste parole di Nenni (solo i missini son rimasti fermi ai loro banchi senza battere le mani)».
Nenni rimase sempre vicino a Bettino Craxi nella sua opera di rinnovamento del socialismo italiano.
Smentendo un'interpretazione interessata delle vicende interne al partito, sia Francesco Guizzi sia Rino Formica hanno confermato che il sostegno di Nenni alla segreteria di Craxi si prolungò fino al giorno della sua morte. Quando la corrente signoriliano-amatiano-giolittiana tentò di abbattere il segretario nel Comitato centrale del 20 dicembre 1979, Nenni, gravemente debilitato, nell'abbandonare stremato a mezzanotte la riunione, chiese di essere richiamato a casa qualora si fosse giunti ad un voto nel prosieguo della nottata, per non far mancare il suo appoggio a Craxi (quel voto, tuttavia, non fu necessario per la defezione di De Michelis dallo schieramento contrario alla segreteria).

Bettino Craxi interviene alla manifestazione funebre per Pietro Nenni in Piazza Augusto Imperatore a Roma

Pochi giorni dopo, il 1º gennaio 1980, alle 03:20 del mattino, Nenni morì nella sua casa di piazza Adriana.
Il giorno seguente, mentre veniva espresso cordoglio anche a livello internazionale, circa duecentomila persone si radunarono per rendere omaggio a Nenni, salutandolo per l'ultima volta. l'Avanti! pubblicò il suo ultimo articolo, scritto per l'Almanacco socialista 1980, intitolato Rinnovarsi o perire.
Pietro Nenni era ateo: in suo suffragio si tenne una manifestazione in piazza Augusto Imperatore a Roma, a poca distanza dalla sede storica del PSI di via del Corso, organizzata dal suo partito, che nel 1981 gli dedicò il XLII Congresso nazionale a Palermo.
Fu sepolto presso il Cimitero del Verano di Roma.

## La Fondazione Pietro Nenni

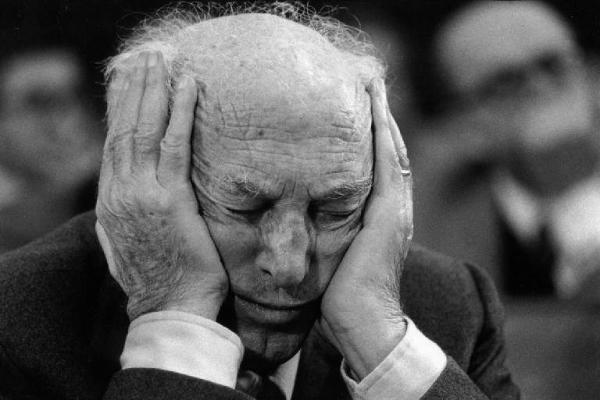
Pietro Nenni a Roma durante lo svolgimento del XL congresso del Partito Socialista Italiano, fotografia di Paola Agosti 1976

Il 17 aprile 1985, in memoria di Pietro Nenni, è stata costituita in Roma la "Fondazione Pietro Nenni", Istituto di ricerca e di studi politici, storici e sindacali riconosciuto con Decreto del Presidente della Repubblica del 20 novembre 1986, n. 1001. La fondazione non ha fini di lucro e ha lo scopo di promuovere e attuare studi e ricerche, convegni, seminari e ogni altra iniziativa tendente all'approfondimento dei problemi concernenti lo sviluppo sociale, politico, culturale ed economico della società contemporanea. La Fondazione Nenni ha un forte e consolidato rapporto con la UIL.
La Fondazione Nenni conserva un grande patrimonio documentale e bibliografico, dichiarato di grande interesse storico dalla Sovrintendenza del Lazio. Alle carte di Pietro Nenni, nel corso degli anni si sono aggiunti diversi fondi archivistici frutto di donazioni di esponenti del mondo politico socialista e socialdemocratico. Tra i principali Fondi conservati, per un totale di circa 1.000 faldoni: Giugni, Ferri, Tamburrano, Solari, Manfrin, Pellicani, Malfatti, Pagliani, Villetti, Achilli, Giannini, Mercuri, Tolloy, Gozzano. Molto importante la biblioteca (30.000 volumi), costituita da diversi fondi, con volumi rari o unici, un punto di riferimento per gli studiosi della storia del socialismo italiano. Molto fornita l'emeroteca (Critica Sociale, Avanti!, Mondoperaio e tante riviste politiche minori) e la mediateca con migliaia di immagini che riguardano Nenni, Matteotti, Ferri, Pellicani e i congressi del Psi dal 1946 al 1992. Sia la biblioteca che l'Archivio storico sono aperti al pubblico ed possibile la consultazione nella Sala studio intitolata a Giuliana Nenni.
La Fondazione Nenni svolge ogni anno numerose ricerche, soprattutto a livello internazionale con la FEPS e cura una collana editoriale con Arcadia Edizioni, pubblicando ogni anno saggi di carattere storico e politico. La Fondazione ha due testate giornalistiche riconosciute: un blog di informazione e la rivista online L'ARTICOLO1.

## Opere
- Repubblicani e sindacalisti, Jesi, La tipografica jesina, 1913.
- Lo spettro del comunismo, 1914-1921, Milano, Modernissima, 1921.
- L'assassinio di Matteotti e il processo al Regime, Milano, Avanti!, 1924.
- Il delitto di Roma, Buenos Aires, L'Italia del popolo, 1924.
- Storia di quattro anni. La crisi socialista dal 1919 al 1922, Milano, Libreria del Quarto Stato, 1927; II ed., Torino, Einaudi, 1946; col titolo Il diciannovismo, Milano, Edizioni Avanti!, 1962; Milano, Sugarco, 1976.
- La faillite du syndicalisme fasciste, Paris, Librairie Valois, 1929.
- Ricordi di un socialista: sei anni di guerra civile in Italia, Paris, E. Cecconi, 1929.
- Le esecuzioni di Trieste, Paris, Librairie S.F. I.C., 1930.
- La lutte des classes en Italie, Prefazione di Filippo Turati, Paris, Editions de la Nouvelle Revue Socialiste, 1930.
  -  La lotta di classe in Italia, Introduzione di Fausta Filbier, Milano, Sugarco, 1987.
- La lutte socialiste contre le fascisme et pour le pouvoir, Sfie, 1933.
- Marx e il marxismo. In occasione del cinquantenario della morte di Marx, Edizioni popolari del Partito socialista italiano, 1933.
- Il delitto africano del fascismo, Sfie, 1935.
- Per la Spagna. Con la Spagna, Edizioni del Partito socialista italiano, 1937.
- Solidarité envers le peuple italien, Entente internationale pour la défense du droit, de la liberté et de la paix en Italie, 1938.
- Cosa avrebbedetto Bruno Buozzi, Roma, Edizioni Avanti!, 1944.
- Sei anni di guerra civile, Milano, Rizzoli, 1945.
- Una battaglia vinta, Edizioni Leonardo, 1946.
- Pagine di diario. Una vita di lotta al servizio di un'idea, Milano, Garzanti, 1947.
- Il cappio delle alleanze, Milano, 1949, Milano-sera editrice.
- Dal patto atlantico alla politica di distensione, Parenti, 1953.
- Dialogo con la sinistra cattolica, Edizioni Avanti!, 1954.
- Taccuini 1942, Milano, Edizioni Avanti!, 1955.
- Prefazione, in Luigi Fossati, “Qui Budapest”, Einaudi, 1957.
- Una legislatura fallita: 1953-1958, Edizioni Avanti!, 1958.
- Garibaldi, Milano, Edizioni Avanti!, 1961. - Galzerano, 1982.
- Le prospettive del socialismo dopo la destalinizzazione, Torino, Einaudi, 1962.
- La battaglia socialista per la svolta a sinistra nella terza legislatura, 1958-1963, Milano-Roma, Edizioni Avanti!, 1963.
- Vent'anni di fascismo, Milano, Edizioni Avanti!, 1964.
- Il socialismo nella democrazia. Realtà del presente, Firenze, Vallecchi, 1966.
- L'eredità della breccia di Porta Pia, Milano, Sugar, 1971.
- Pietro Nenni. Dalle barricate a Palazzo Madama, Milano, Mursia, 1971.
- I nodi della politica estera italiana, a cura di Domenico Zucàro, Milano, SugarCo, 1974.
- Spagna. Edizione riveduta e ampliata, Milano, SugarCo, 1976.
- La battaglia socialista contro il fascismo, 1922-1944, Milano, Mursia, 1977.
- Intervista sul socialismo italiano, a cura di Giuseppe Tamburrano, Bari, Laterza, 1977.
- La battaglia socialista contro il fascismo, 1922-1944, Milano, Mursia, 1977.
- Vento del Nord, giugno 1944 - giugno 1945, Con un saggio introduttivo di Gaetano Arfé. A cura di Domenico Zucàro, Collana NUE, Torino, Einaudi, 1978.
- Tempo di guerra fredda. Diari 1943-1956, A cura di Giuliana Nenni e Domenico Zucàro, Prefazione di Giuseppe Tamburrano, Milano, Sugarco, 1981.
- Gli anni del centro-sinistra. Diari 1957-1966, A cura di Giuliana Nenni e Domenico Zucàro, Prefazione di Giuseppe Tamburrano, Milano, Sugarco, 1982.
- I conti con la Storia. Diari 1967-1971, a cura di Giuseppe Tamburrano, Milano, SugarCo, 1983.
- Discorsi parlamentari. 1946-1979, Camera dei deputati. Segreteria generale. Ufficio stampa e pubblicazioni, 1983.
- Nenni e Israele, Il Garofano Rosso, 1984.
- La lotta di classe in Italia, SugarCo, 1987.
- Nenni dieci anni dopo, Lucarini, 1990.
- Nenni, 1956, Comma, 1991.
- Pietro Nenni. Protagonista e testimone di un secolo, 1891-1991, Psi, 1991.
- Socialista libertario giacobino. Diari 1973-1979, a cura di Paolo Franchi e Maria Vittoria Tommasi, Venezia, Marsilio, 2016, ISBN 978-88-317-2351-0.

### Epistolari
- Carteggio La Malfa-Nenni, 1947-1971, con introduzione di Giovanni Spadolini e un saggio di Giuseppe Tamburrano, Roma, Senato della Repubblica, 1991.
- P. Nenni-Aldo Moro, Carteggio 1960-1978, Roma, La Nuova Italia, 1998, ISBN 978-88-221-3000-6.
- Caro compagno. Lettere a Franco Iacono, Venezia, Marsilio, 2005, ISBN 978-88-317-8610-2.
- P. Nenni-Lelio Basso, Carteggio. Trent'anni di storia del socialismo italiano, Roma, Editori Riuniti University Press, 2011, ISBN 978-88-647-3047-9.

## Sinossi degli incarichi di Governo
| Ministro | Mandato                           | Governo               |
| --- | --------------------------------- | --------------------- |
| Vicepresidente del Consiglio dei ministri                                                                                                 | 21 giugno 1945 - 10 dicembre 1945 | Governo Parri         |
| Ministro per la Costituente | 12 agosto 1945 - 10 dicembre 1945 | Governo Parri         |
| Vicepresidente del Consiglio dei ministri                                                                                                 | 10 dicembre 1945 - 14 luglio 1946 | Governo De Gasperi I  |
| Ministro per la Costituente | 10 dicembre 1945 - 14 luglio 1946 | Governo De Gasperi I  |
| Ministro senza portafoglio (Incarico per la Costituente soppresso con decreto legislativo del capo provvisorio dello Stato del 02/08/46.) | 14 luglio 1946 - 2 febbraio 1947  | Governo De Gasperi II |
| Ministro degli Affari esteri | 18 ottobre 1946 - 2 febbraio 1947 | Governo De Gasperi II |
| Vicepresidente del Consiglio dei ministri                                                                                                 | 4 dicembre 1963 - 22 luglio 1964  | Governo Moro I        |
| Ministro senza portafoglio | 4 dicembre 1963 - 22 luglio 1964  | Governo Moro I        |
| Vicepresidente del Consiglio dei ministri                                                                                                 | 22 luglio 1964 - 23 febbraio 1966 | Governo Moro II       |
| Ministro senza portafoglio | 22 luglio 1964 - 23 febbraio 1966 | Governo Moro II       |
| Vicepresidente del Consiglio dei ministri                                                                                                 | 23 febbraio 1966 - 24 giugno 1968 | Governo Moro III      |
| Ministro senza portafoglio | 23 febbraio 1966 - 24 giugno 1968 | Governo Moro III      |
| Ministro degli Affari esteri | 13 dicembre 1968 - 6 agosto 1969  | Governo Rumor I       |

Fonte:  Incarichi di governo di Pietro Nenni, su storia.camera.it. URL consultato il 18 settembre 2022.

### Articoli
- Ferdinando Leonzio, SEGRETARI E LEADER DEL SOCIALISMO ITALIANO (PDF), in Domani Socialista; La piattaforma del Socialismo Italiano, 25 ottobre 2016. URL consultato il 12 novembre 2017.